# Oppenheimer (phim)
Oppenheimer là một bộ phim điện ảnh Anh – Mỹ thuộc thể loại tiểu sử – tâm lý – giật gân – chính kịch ra mắt vào năm 2023 do Christopher Nolan làm đạo diễn, viết kịch bản và đồng sản xuất. Tác phẩm xoay quanh Robert Oppenheimer, một nhà vật lý lý thuyết người Mỹ gốc Do Thái, người đã hợp tác phát triển ra bom nguyên tử trong dự án Manhattan, cùng với đó là những câu chuyện về đời tư và hoạt động chính trị của ông. Được chuyển thể từ American Prometheus – cuốn sách tiểu sử đoạt giải Pulitzer của Kai Bird và Martin J. Sherwin ra mắt vào năm 2005, tác phẩm có sự tham gia diễn xuất của Cillian Murphy trong vai nhân vật chính cùng tên, cùng với sự tham gia diễn xuất của dàn diễn viên phụ bao gồm Emily Blunt, Matt Damon, Robert Downey Jr., Florence Pugh, Josh Hartnett, Casey Affleck, Rami Malek và Kenneth Branagh.
Sau những mâu thuẫn giữa Nolan và Warner Bros. Pictures về vấn đề phát hành phim, Universal Pictures chiếm suất mua kịch bản của Nolan và bộ phim được bật đèn xanh để sản xuất vào tháng 9 năm 2021. Murphy là người đầu tiên tham gia vào bộ phim vào tháng 10 cùng năm, và dàn diễn viên còn lại đều đã ký hợp đồng gia nhập đóng phim từ tháng 11 năm 2021 đến tháng 4 năm 2022. Việc sản xuất tiền kỳ được thực hiện vào tháng 1 năm 2022, và bộ phim được khởi quay từ tháng 2 đến tháng 5 cùng năm. Nhà quay phim Hoyte van Hoytema đã sử dụng kết hợp các máy quay định dạng IMAX 65mm và phim khổ lớn 65mm trong lúc ghi hình, trong đó có các cảnh quay dưới dạng nhiếp ảnh phim IMAX kiểu phông trắng đen lần đầu tiên được đưa vào sử dụng. Giống như những bộ phim trước đó của mình, Nolan đã sử dụng rất nhiều hiệu ứng hình ảnh thực tế và hạn chế đến mức tối thiểu việc sử dụng CGI. Với việc được dán nhãn R, Oppenheimer trở thành tác phẩm đầu tiên được dán nhãn này kể từ Insomnia (2002), và đồng thời còn là tác phẩm đầu tiên của Nolan không được phát hành bởi hãng Warner Bros. Pictures kể từ Memento (2000).
Oppenheimer có buổi công chiếu lần đầu tại rạp Le Grand Rex ở Paris vào ngày 11 tháng 7 năm 2023, sau đó được Universal Pictures phát hành tại Anh và Mỹ vào ngày 21 tháng 7 năm 2023, và tại Việt Nam vào ngày 11 tháng 8 cùng năm. Việc phát hành trùng với ngày ra mắt bộ phim Barbie của Warner Bros. được xem là chất xúc tác để tạo nên hiện tượng "Barbenheimer", qua đó khuyến khích khán giả xem cả hai bộ phim dưới hình thức phim chiếu đôi (double feature). Sau khi ra mắt, tác phẩm nhận về những lời khen ngợi từ giới chuyên môn, họ đặc biệt nhấn mạnh vào sự xuất sắc về kịch bản, hình ảnh, nhạc nền phim, chỉ đạo đạo diễn, kỹ thuật quay phim, những chi tiết chính xác về lịch sử và diễn xuất của các diễn viên trong phim – đặc biệt là diễn xuất của Murphy, Blunt và Downey. Tác phẩm cũng là một thành công lớn về mặt doanh thu khi thu về 976,6 triệu USD từ kinh phí sản xuất 100 triệu USD, qua đó trở thành bộ phim có doanh thu cao thứ ba vào năm 2023, bộ phim liên quan đến Thế chiến thứ hai có doanh thu cao nhất, bộ phim tiểu sử có doanh thu cao nhất và bộ phim dán nhãn R có doanh thu cao thứ ba mọi thời đại.
Tại giải Oscar lần thứ 96, Oppenheimer đã giành được bảy giải, trong đó có Phim hay nhất, Đạo diễn xuất sắc nhất cho Nolan, Nam diễn viên chính xuất sắc nhất cho Murphy, và Nam diễn viên phụ xuất sắc nhất cho Downey. Bên cạnh đó, tác phẩm còn giành được năm giải Quả cầu vàng (trong đó có Phim chính kịch hay nhất), bảy giải BAFTA (trong đó có Phim hay nhất) cùng vô số những giải thưởng khác, qua đó tác phẩm được Viện phim Mỹ và Ủy ban Quốc gia về phê bình điện ảnh bầu chọn là một trong mười bộ phim xuất sắc nhất năm 2023. Kể từ sau khi ra mắt, Oppenheimer luôn được đánh giá là một trong những bộ phim xuất sắc nhất thập niên 2020 nói riêng và thế kỷ 21 nói chung.

## Nội dung
Năm 1926, Robert Oppenheimer là một sinh viên xuất sắc tại phòng thí nghiệm Cavendish ở Đại học Cambridge, song do nhớ nhà và gặp khó khăn trong việc học tập dưới vị giáo sư Patrick Blackett nên điều này đã khiến ông trầm cảm rất nhiều. Oppenheimer có ý định hãm hại giáo sư của mình bằng việc tẩm độc quả táo cho thầy ăn, nhưng sáng hôm sau, Niels Bohr đã vô tình nhìn thấy trái táo và Oppenheimer kịp thời ngăn không cho ông ăn nó. Bohr đã khuyên Oppenheimer nên sang Đức học ngành vật lý lý thuyết để phát triển tài năng thiên bẩm của mình. Sau khi hoàn thành bằng tiến sĩ về vật lý tại Đại học Gottingen và có một cuộc gặp mặt tại một hội nghị ở Thụy Sĩ, Oppenheimer trở về nước với mong muốn mở rộng những nghiên cứu của mình về ngành vật lý lượng tử. Để làm được điều đó, Oppenheimer được nhận vào giảng dạy cho các sinh viên tại viện Đại học California, Berkeley, đồng thời dành khá nhiều thời gian để làm việc cho Viện Công nghệ California. Trong những khoảng thời gian đó, ông gặp những nhân vật quan trọng làm thay đổi vận mệnh của mình, bao gồm Jean Tatlock – một nhà tâm thần học kiêm nhà báo của Đảng Cộng sản Hoa Kỳ – người mà ông có một mối quan hệ tình cảm đầy phức tạp và sóng gió; Ernest Lawrence – nhà khoa học đoạt giải Nobel vào năm 1939 – người nhấn mạnh tầm quan trọng của các ứng dụng thực tế; và Katherine "Kitty" Oppenheimer – một nhà sinh học và từng là đảng viên của Đảng Cộng sản – người mà sau này ông kết hôn vào năm 1940.
Năm 1939, Leo Szilard và Albert Einstein đã viết một bức điện khẩn cấp cho Tổng thống Franklin D. Roosevelt về mức độ nguy hiểm của bom nguyên tử, và cảnh báo rằng chính phủ cần phải có những giải pháp ngăn chặn điều đó. Đến năm 1942, Leslie Groves – một Thiếu tướng trực thuộc Công binh Lục quân Hoa Kỳ – đã gặp gỡ Oppenheimer và đề nghị ông tham gia vào việc phát triển bom nguyên tử, nhưng Oppenheimer chỉ chịu tham gia sau khi cam kết với họ rằng ông không có thiện cảm với chủ nghĩa cộng sản. Oppenheimer tập hợp một nhóm các nhà khoa học để làm nên dự án Manhattan, theo đó họ cùng nhau nghiên cứu, phát triển và chế tạo ra bom nguyên tử tại phòng thí nghiệm Quốc gia Los Alamos, New Mexico, nhằm mục đích sử dụng nó như một phương tiện để cứu thế giới bất chấp những lo ngại về hậu quả toàn cầu mà nó mang lại. Hơn nữa, sự nguy hiểm của Đức Quốc xã và cách đối xử tàn bạo của chúng đối với người Do Thái đã thúc đẩy Oppenheimer làm điều này. Trong lúc phát triển dự án, Oppenheimer và Einstein đã thảo luận về khả năng quả bom nguyên tử gây ra phản ứng dây chuyền có thể dẫn đến hậu quả thảm khốc và tệ hơn là có khả năng tạo ra ngày tận thế. Oppenheimer thậm chí còn biết được một điệp viên ẩn danh có thể đã tiết lộ thông tin tình báo của dự án cho Liên Xô.
Năm 1944, biết tin Tatlock đã chết do tự sát, Oppenheimer cảm thấy rất đau lòng. Việc quân Đức bị thua trận trong Thế chiến thứ hai đã khiến cho một số nhà khoa học trong dự án đều tỏ ra lưỡng lự rằng liệu họ có nên tiếp tục chế tạo quả bom nguyên tử hay không. Mặc dù vậy, dự án vẫn được tiếp tục và vụ thử nghiệm hạt nhân Trinity được thực hiện vào năm 1945 với kết quả thành công tốt đẹp trước khi hội nghị Potsdam diễn ra. Khi Thế chiến thứ hai đang dần đi đến hồi kết, Tổng thống Harry S. Truman đã đưa ra quyết định thả bom nguyên tử xuống hai thành phố Hiroshima và Nagasaki của Nhật Bản. Biết được sự tàn phá to lớn và thiệt hại nặng nề về người và của do những vụ đánh bom này gây ra, Oppenheimer gặp Truman tại văn phòng và cầu xin ông ngưng phát triển những vũ khí hạt nhân, song Truman không đồng tình với quan điểm của ông và cho rằng ông đang hành xử quá cảm tính. Dù Truman không bắt Oppenheimer phải chịu mọi trách nhiệm về việc sử dụng bom nguyên tử, nhưng điều này chỉ khiến Oppenheimer càng thêm đau khổ hơn.
Không thể làm ngơ trước tình cảnh này, nên sau khi chiến tranh kết thúc, Oppenheimer trở thành người tích cực lên tiếng ủng hộ chống lại sự phát triển các vũ khí hạt nhân nhằm chạy đua vũ trang, đặc biệt là việc Edward Teller chế tạo ra bom hydro. Nào ngờ, lập trường của ông vô tình lại trở thành một chi tiết gây tranh cãi trong bầu không khí căng thẳng của chiến tranh lạnh với Liên Xô. Nhiều quan chức chính phủ cũng bắt đầu cảm thấy nghi ngờ về Oppenheimer do ông có mối quan hệ với những người thuộc cánh tả và Jean Tatlock, bởi Tatlock đã từng có liên hệ với những đảng viên của Đảng Cộng sản. Biết được điều này, Lewis Strauss – một doanh nhân với quan điểm kiên quyết chống cộng và có ác cảm từ trước với Oppenheimer – đã nhanh chóng nắm bắt cơ hội để khai thác rõ hơn về những cáo buộc này nhằm loại bỏ ông ra khỏi tầm ảnh hưởng chính trị. Kết quả là sau một buổi điều trần an ninh diễn ra vào năm 1954, Oppenheimer không những bị một số đồng nghiệp phản bội dù đã được Kitty và nhiều người khác bảo lãnh, mà còn mất đi quyền miễn trừ an ninh, dẫn đến ông không còn có sức ảnh hưởng trong những vấn đề về năng lượng nguyên tử và an ninh quốc gia. Năm năm sau, trong phiên điều trần của Thượng viện để giúp Strauss giành được vị trí Bộ trưởng Thương mại, hành động của Strauss đã bị David Hill – một cựu kỹ thuật viên của dự án Manhattan – vạch trần khi ông đã chỉ ra Strauss đem những chuyện tư thù cá nhân của mình và có những động cơ phía sau do chính Strauss dàn xếp để hãm hại Oppenheimer, bao gồm cả phiên điều trần an ninh trước đó. Cuối cùng, Strauss không những bị tổn hại đến danh tiếng của mình, mà còn bị Thượng viện bác bỏ vị trí đó.
Năm 1963, Oppenheimer được Tổng thống Lyndon B. Johnson trao giải Enrico Fermi cho những thành tựu trọn đời của ông về năng lượng nguyên tử, qua đó uy tín chính trị của ông được phục hồi. Một hồi tưởng cho thấy cuộc trò chuyện trước đó của ông với Einstein không phải là về việc chỉ trích Strauss, mà là về những tác động sâu rộng và gánh nặng tri thức để lại của vũ khí hạt nhân. Dù cho vụ thử nghiệm hạt nhân Trinity đã thành công, nhưng Oppenheimer tự hỏi với Einstein rằng liệu điều đó có khiến cho họ cũng như nhân loại sau này châm ngòi cho một cuộc chạy đua vũ trang hạt nhân hay không, và ông hình dung việc Trái Đất chìm trong biển lửa bằng những suy nghĩ của mình.

## Diễn viên
Dưới đây là danh sách các diễn viên có mặt trong phim Oppenheimer. Mặc dù có 144 diễn viên tham gia vào bộ phim nhưng đề mục này chỉ liệt kê những diễn viên thủ vai những nhân vật có ảnh hưởng đến nội dung của phim. Những nhân vật mà các diễn viên thủ vai đều là những nhân vật có thật trong lịch sử.

### Nhân vật chính

Cillian Murphy thủ vai nhân vật chính Robert Oppenheimer.

- Cillian Murphy trong vai Robert Oppenheimer,[15] một nhà vật lý lý thuyết và là người lãnh đạo thời chiến tại phòng thí nghiệm Quốc gia Los Alamos. Ông là người có những đóng góp quan trọng trong việc phát triển bom nguyên tử trong dự án Manhattan, nhưng đồng thời bị nghi là người cộng sản trong phiên điều trần an ninh.
- Emily Blunt trong vai Katherine "Kitty" Oppenheimer,[16] một nhà sinh học và là vợ của Robert Oppenheimer. Bà cũng từng là đảng viên của Đảng Cộng sản Hoa Kỳ.
- Matt Damon trong vai Leslie Groves,[17] một sĩ quan thuộc Công binh Lục quân Hoa Kỳ. Ông là người phụ trách cho dự án Manhattan.
- Robert Downey Jr. trong vai Lewis Strauss,[17] một doanh nhân kiêm chủ tịch của Ủy ban Năng lượng nguyên tử Hoa Kỳ. Do có ác cảm từ lâu với Oppenheimer, ông là người đã dàn xếp phiên điều trần an ninh để hãm hại Oppenheimer.
- Florence Pugh trong vai Jean Tatlock,[18] một nhà tâm thần học và là đảng viên kiêm nhà báo của Đảng Cộng sản Hoa Kỳ. Bà có mối quan hệ tình cảm phức tạp với Robert Oppenheimer.
- Josh Hartnett trong vai Ernest Lawrence,[19][20] một nhà vật lý học và là người đồng nghiệp của Oppenheimer tại Đại học California, Berkeley. Ông cũng có những đóng góp đáng kể trong dự án Manhattan.
- Casey Affleck trong vai Boris Pash,[21] một sĩ quan tình báo quân đội thuộc Lục quân Hoa Kỳ.
- Rami Malek trong vai David Hill,[18] một cựu kỹ thuật viên làm việc cho dự án Manhattan và từng là một trong số những người có công trong việc chế tạo ra Chicago Pile. Ông cũng là người vạch trần những tội ác của Lewis Strauss trong việc dàn xếp loại bỏ Oppenheimer ra khỏi bàn cờ chính trị.
- Kenneth Branagh trong vai Niels Bohr,[22] một nhà vật lý học người Đan Mạch, là người cố vấn trong dự án Manhattan. Ông cũng là thần tượng cá nhân của Oppenheimer và luôn được Oppenheimer kính trọng.

### Nhân vật phụ
- Benny Safdie trong vai Edward Teller,[18][23] một nhà vật lý lý thuyết làm việc cho dự án Manhattan, sau này là người chế tạo ra bom hydro. Ông còn là người phản bội Robert Oppenheimer trong một phiên điều trần an ninh.
- Jason Clarke trong vai Roger Robb,[23][24] một thẩm phán và là người cố vấn đặc biệt trong phiên điều trần an ninh của Oppenheimer.
- Dylan Arnold trong vai Frank Oppenheimer,[25] một nhà khoa học và giáo sư về vật lý học. Là em trai của Robert Oppenheimer và là đảng viên của Đảng Cộng sản Hoa Kỳ, ông tham gia vào dự án Manhattan và làm việc trên thiết bị đo đạc của Trinity.
- Tom Conti trong vai Albert Einstein,[23][26] một nhà vật lý người Đức gốc Do Thái. Ông là người cảnh báo Mỹ nên có những nghiên cứu phát triển bom nguyên tử nhằm chống lại Đức Quốc xã.
- James D'Arcy trong vai Patrick Blackett,[27] một nhà khoa học có những đóng góp lớn trong Thế chiến thứ hai. Ông từng là giáo viên của Oppenheimer.
- David Dastmalchian trong vai William L. Borden,[23][28] một luật sư ủng hộ việc phát triển vũ khí hạt nhân. Ông là người tác động đến việc thu hồi quyền miễn trừ an ninh của Oppenheimer.
- Dane DeHaan trong vai Kenneth Nichols,[29] một sĩ quan thuộc Lục quân Hoa Kỳ và là kỹ sư xây dựng trong dự án Manhattan.
- Alden Ehrenreich trong vai người trợ lý Thượng viện.[30][31]
- Tony Goldwyn trong vai Gordon Gray,[32] một luật sư và chính trị gia tham gia vào phiên điều trần an ninh của Oppenheimer.
- Jefferson Hall trong vai Haakon Chevalier,[33][34] một nhà văn và giáo sư tại Đại học California, Berkley, là bạn thân của Oppenheimer.
- David Krumholtz trong vai Isidor Isaac Rabi,[23][30] một nhà khoa học làm việc về việc phát triển radar trong dự án Manhattan.
- Matthew Modine trong vai Vannevar Bush,[35] một nhà khoa học và kỹ sư có công trong việc khởi xướng và quản lý dự án Manhattan.
- Gustaf Skarsgård trong vai Hans Bethe,[36] một nhà khoa học làm việc cho dự án Manhattan.
- Michael Angarano trong vai Robert Serber,[19] một nhà khoa học tham gia vào dự án Manhattan.
- Jack Quaid trong vai Richard Feynman,[37] một nhà khoa học giám sát việc phát triển bom nguyên tử trong Thế chiến thứ hai.
- Josh Peck trong vai Kenneth Bainbridge,[38] một nhà khoa học làm việc tại Đại học Harvard. Ông là người lãnh đạo của vụ thử nghiệm hạt nhân Trinity.
- Olivia Thirlby trong vai Lilli Hornig,[39] một nhà khoa học làm việc cho dự án Manhattan.
- Danny Deferrari trong vai Enrico Fermi,[40] một nhà khoa học người Ý.
- Devon Bostick trong vai Seth Neddermeyer,[41] một nhà khoa học làm việc cho dự án Manhattan.
- Alex Wolff trong vai Luis Walter Alvarez,[42] một nhà khoa học có những đóng góp cho việc phát triển radar trong dự án Manhattan.
- Scott Grimes trong vai người cố vấn.[43]
- Josh Zuckerman trong vai Giovanni Rossi Lomanitz,[44] một nhà khoa học làm việc tại Đại học California, Berkley.
- Matthias Schweighöfer trong vai Werner Heisenberg,[45][46] một nhà vật lý người Đức, người đứng đầu chương trình vũ khí hạt nhân của Đức Quốc xã trong Thế chiến thứ hai.
- Christopher Denham trong vai Klaus Fuchs,[43] một nhà khoa học người Đức.
- David Rysdahl trong vai Donald Hornig,[47] một nhà khoa học làm việc với tư cách là trưởng nhóm nghiên cứu của dự án Manhattan.
- Guy Burnet trong vai George Eltenton,[40] một kỹ sư và nhà khoa học được cho là người bí mật tham gia vào chủ nghĩa cộng sản ở Liên Xô.
- Louise Lombard trong vai Ruth Tolman,[48] một nhà khoa học và là người cố vấn khoa học trong dự án Manhattan.
- Harrison Gilbertson trong vai Philip Morrison,[49] một nhà khoa học và giáo sư vật lý học làm việc cho dự án Manhattan.
- Emma Dumont trong vai Jackie Oppenheimer,[49] một nhà hoạt động nữ quyền tích cực trong Đảng Cộng sản Hoa Kỳ, và là vợ của Frank Oppenheimer.
- Trond Fausa Aurvåg trong vai George Kistiakowsky,[50] một giáo sư hóa lý làm việc tại Đại học Harvard, người đã tham gia vào dự án Manhattan.
- Olli Haaskivi trong vai Edward Condon,[25] một nhà khoa học tham gia phát triển vũ khí hạt nhân và radar trong dự án Manhattan.
- Gary Oldman trong vai Harry S. Truman,[51] Tổng thống thứ 33 của Mỹ.
- Josh Gowans trong vai Ward Evans, một nhà hóa học và là thành viên ủy ban trong phiên điều trần an ninh của Oppenheimer.
- Kurt Koehler trong vai Thomas A. Morgan,[52][53] một chính trị gia tham gia vào phiên điều trần an ninh của Oppenheimer.
- Hap Lawrence trong vai Lyndon B. Johnson,[14][53] Tổng thống thứ 36 của Mỹ, người đã trao giải Enrico Fermi cho Oppenheimer.
- Macon Blair trong vai Lloyd Garrison,[53] một luật sư và là người cố vấn của Oppenheimer trong phiên điều trần an ninh.
- Harry Groener trong vai Gale W. McGee,[53] Thượng viện của Đảng Dân chủ Hoa Kỳ.
- Jack Cutmore-Scott trong vai Lyall Johnson,[53] một sĩ quan bảo vệ an ninh trong dự án Manhattan.
- James Remar trong vai Henry Stimson,[53] một luật sư và chính trị gia của Đảng Cộng hòa Hoa Kỳ, từng làm Bộ trưởng Chiến tranh Hoa Kỳ trong Thế chiến thứ hai.
- Gregory Jbara trong vai Warren Magnuson,[53] một luật sư kiêm chính trị gia giữ chức Thượng viện.
- Tim DeKay trong vai John Pastore,[53] một luật sư kiêm chính trị gia, là thành viên của Đảng Dân chủ Hoa Kỳ.
- James Urbaniak trong vai Kurt Gödel,[53] một nhà toán học và là một trong những người đồng nghiệp của Oppenheimer.
- Máté Haumann trong vai Leo Szilard, một nhà vật lý học người gốc Hungary, người đã viết thư cảnh báo cho chính phủ về mức độ nguy hiểm của bom nguyên tử mà Đức Quốc xã sẽ sử dụng.[14]

## Sản xuất

### Phát triển
Kể từ khi cuốn sách tiểu sử về Robert Oppenheimer mang tên American Prometheus được xuất bản vào năm 2005, Sam Mendes đã bày tỏ sự quan tâm đặc biệt về việc chuyển thể nó lên màn ảnh rộng. Sau khi dự án đó không thể được thực hiện, nhiều nhà làm phim đã chọn cuốn sách này với mong muốn chuyển thể thành phim trong 15 năm tiếp theo, điều này khiến cả hai tác giả Kai Bird và Martin J. Sherwin đều tỏ ra bi quan về cơ hội này. Đã có thời điểm Oliver Stone được trao cơ hội để thực hiện dự án, song ông từ chối vì "không thể tìm ra được bản chất của nó". Mãi đến năm 2015, J. David Wargo đã sở hữu thành công bản quyền phim của cuốn sách, theo đó ông đã đặt hàng và loại bỏ một số kịch bản không phù hợp. Khi đại dịch COVID-19 đang bùng phát, Wargo đã bay đến Hollywood và gặp diễn viên James Woods, người cũng đã sắp xếp một cuộc gặp với Charles Roven. Sau một hồi thảo luận, Roven quyết định đưa bản sao của cuốn sách cho Christopher Nolan. Kể từ đó, cả Wargo và Woods đều đảm nhận vai trò giám đốc sản xuất của bộ phim.
Ngay cả trước khi đọc cuốn sách American Prometheus, Nolan từ lâu đã muốn làm một bộ phim về cuộc đời của Oppenheimer. Năm 2019, trước khi hoàn thành sản xuất bộ phim Tenet, Robert Pattinson đã tặng cho Nolan một cuốn sách bao gồm những lời phát biểu của Oppenheimer như là một món quà để kết thúc buổi ghi hình. Theo Nolan, những lời phát biểu trên cho thấy Oppenheimer đang phải "vật lộn với những hệ lụy ... của những gì đã xảy ra và những gì mà [ông ta] đã làm". Nolan muốn miêu tả Oppenheimer "sẽ như thế nào trong những khoảnh khắc đó", điều này trái ngược hoàn toàn với Tenet khi sử dụng du hành thời gian để ngăn chặn những vũ khí hủy diệt hàng loạt.
Tháng 12 năm 2020, Warner Bros. Pictures đã thông báo về kế hoạch phát hành song song các bộ phim ra mắt năm 2021 tại các rạp và trên nền tảng HBO Max do ảnh hưởng của đại dịch COVID-19. Là cộng tác viên lâu năm với hãng phim này kể từ Insomnia (2002), song Nolan đã bày tỏ sự quan ngại của mình trước quyết định này của hãng. Đến tháng 1 năm 2021, các phương tiện truyền thông đưa tin về việc khả năng bộ phim tiếp theo của Nolan sẽ có thể là bộ phim đầu tiên không được tài trợ hoặc phân phối phát hành bởi Warner Bros.. Nolan trước đó đã ủng hộ quyết định của hãng phim về việc phát hành song song tại rạp và trực tuyến của bộ phim Wonder Woman 1984: Nữ thần chiến binh (2020), ông chia sẻ rằng bản thân ông nhận thấy tình huống này đã được xử lý đúng cách, nhưng đồng thời ông cũng cho biết bản thân bị loại ra khỏi tất cả các cuộc thảo luận liên quan đến việc hoãn phát hành bộ phim Tenet (2020).
Tháng 9 năm 2021, nguồn tin xác nhận Nolan chắp bút viết kịch bản và đạo diễn một dự án phim tiểu sử về Robert Oppenheimer, người đã tạo ra bom nguyên tử trong Thế chiến thứ hai, với vai diễn chính do Cillian Murphy đảm nhận. Đầu năm đó, Nolan đọc tác phẩm American Prometheus và quyết định chuyển thể thành kịch bản dựa trên cuốn sách, đồng thời coi Oppenheimer là nhân vật lịch sử quan trọng nhất bởi vai trò của ông trong việc chế tạo ra bom nguyên tử. Do bất đồng quan điểm với Warner Bros., Nolan đã tiếp cận với nhiều hãng phim cho dự án này, bao gồm Sony Pictures, Universal Pictures, Paramount Pictures và Apple Studios. Paramount Pictures đã sớm bị loại khỏi sự lựa chọn của Nolan sau khi Brian Robbins – người ủng hộ quan điểm về việc tăng cường phát hành dịch vụ chiếu phim trực tuyến – thay thế vị trí tổng giám đốc kiêm chủ tịch mà Jim Gianopulos để lại.
Sau cùng, Nolan chuyển sang hợp tác với Universal bởi ông đã từng cộng tác với Donna Langley – chủ tịch kiêm giám đốc nội dung của NBCUniversal – trong một nỗ lực bất thành về việc thực hiện một phiên bản điện ảnh của loạt phim truyền hình The Prisoner. Dù ông không thể "'cụ thể hóa' được bản chuyển thể", song cả hai vẫn giữ liên lạc với nhau. Langley tán thành về lập trường cứng rắn của Nolan trong việc ủng hộ việc chiếu phim theo kiểu truyền thống, và qua đó Universal Pictures chấp nhận tài trợ và phân phối phát hành bộ phim, với quá trình sản xuất sẽ được bắt đầu thực hiện vào quý đầu tiên của năm 2022. Hãng phim cũng đã chấp thuận một số yêu cầu của Nolan khi thực hiện hợp tác bao gồm ngân sách sản xuất là 100 triệu USD kèm với ngân sách tiếp thị tương đương, thời gian chiếu rạp của phim sẽ là từ 90 – 120 ngày, phải kiếm được 20% tổng doanh thu USD đầu tiên, và đặc biệt là trong khoảng thời gian ba tuần trước và sau khi bộ phim phát hành thì Universal sẽ không được phát hành một bộ phim nào khác.

### Kịch bản
— Christopher Nolan
Nolan có lần đầu tiên biết đến Oppenheimer từ khi còn trẻ, sau khi ông nghe ca từ "How can I save my little boy from Oppenheimer's deadly toy?" (Làm thế nào tôi có thể cứu cậu bé của mình khỏi món đồ chơi chết người của Oppenheimer?) từ bài hát "Russians" (1985) của Sting. Bên cạnh đó, ông còn được truyền cảm hứng từ những nỗi sợ của mình về thảm sát bằng hạt nhân, bởi ông đã từng sống trong Chiến dịch giải trừ vũ khí hạt nhân (CND) và các cuộc biểu tình chống vũ khí hạt nhân tại sân bay RAF Greenham Common. Ông cho biết "dù mối quan hệ của chúng ta với nỗi sợ đó đã lắng xuống và trôi theo thời gian, nhưng bản thân mối đe dọa này chưa bao giờ thực sự biến mất", và cảm thấy rằng việc Nga xâm lược Ukraina vào năm 2022 càng làm trỗi dậy cho nỗi sợ về hạt nhân. Nolan cũng đã từng viết kịch bản cho một bộ phim tiểu sử về Howard Hughes trong khoảng thời gian sản xuất tác phẩm The Aviator (2004) của Martin Scorsese, bộ phim đã giúp Nolan có một cái nhìn sâu sắc về cách viết kịch bản về cuộc đời của một nhân vật. Emily Blunt đã mô tả kịch bản của Oppenheimer là cực kì "xúc động" và nó giống như một tác phẩm giật gân, đồng thời còn nhận xét rằng Nolan đã "chuyển hóa một bộ phim tiểu sử thành một bộ phim giật gân như con ngựa thành Troy vậy".
Đến tháng 9 năm 2021, cả Roven và Nolan đều bắt đầu liên hệ với Bird và Sherwin để thảo luận về kịch bản. Trong cuộc gặp đầu tiên của Bird với Nolan, Nolan đã viết sẵn một kịch bản đặc tả khi họ thảo luận về nội dung của kịch bản, mặc dù ông chưa tiết lộ kịch bản cho họ.  Khác với những kịch bản trước đó, Oppenheimer là kịch bản đầu tiên mà Nolan viết ở ngôi kể thứ nhất, bởi ông muốn câu chuyện được truyền tải từ góc nhìn của Oppenheimer. Ông mô tả "kết cấu" của bộ phim là "cách cá nhân tương tác với lịch sử và địa chính trị", với ý định biến nó thành một câu chuyện cảnh báo. Mặc dù đã nghĩ đến về việc làm một bộ phim về Oppenheimer trong hơn hai mươi năm, nhưng ông chỉ thực sự bắt đầu phát triển kịch bản sau khi hoàn thành bộ phim Tenet và viết chỉ trong vài tháng.
Yếu tố chính của nội dung là phản ứng của Oppenheimer đối với những hậu quả lâu dài do hành động của ông gây ra. Nolan mong muốn khám phá hiện tượng phản ứng chậm trễ này, vì ông cảm thấy mọi người "không nhất thiết phải đối mặt với những yếu tố mạnh nhất hoặc tồi tệ nhất trong [hành động của họ] vào lúc này". Nolan đã cố tình chọn xen kẽ giữa các cảnh màu và các cảnh đen trắng trong kịch bản của mình nhằm giữ cho bộ phim được truyền tải qua cả hai góc độ khách quan lẫn chủ quan, theo đó phần lớn góc nhìn của Oppenheimer được thể hiện qua phần trước, trong khi phần sau mô tả "cái nhìn khách quan hơn về câu chuyện của ông từ quan điểm của một nhân vật khác". Do Nolan muốn làm cho bộ phim càng có tính chủ quan càng tốt, nên đội ngũ sản xuất phải quyết định hình dung ra những khái niệm của Oppenheimer về thế giới lượng tử và các làn sóng năng lượng trong phim. Nolan cũng đã để ý rằng Oppenheimer chưa bao giờ công khai nói lời xin lỗi về vai trò của mình trong vụ ném bom nguyên tử xuống Hiroshima và Nagasaki, và ông mong muốn khắc họa cảm giác tội lỗi đó khi ông biết rằng Oppenheimer thực sự có lỗi với hành động của mình.
Nolan bắt đầu cố gắng tìm ra những "manh mối kết nối các cõi lượng tử, sự rung động của năng lượng và hành trình cá nhân của chính Oppenheimer", đồng thời còn khắc họa về những khó khăn trong cuộc sống của ông, đặc biệt là về đời tư của mình. Chính vì những lẽ đó mà Nolan muốn triển khai thẳng thắn về mối tình đầy sóng gió giữa Oppenheimer và Jean Tatlock. Ngoài ra, ông cũng muốn khám phá ảnh hưởng của Tatlock đối với cuộc đời của Oppenheimer, vì bà là một người thuộc Đảng Cộng sản, và vì Nolan biết rằng nó sẽ "có ảnh hưởng cực lớn đến cuộc sống sau này của [Oppenheimer] và số phận cuối cùng của ông". Nolan cũng tìm cách khám phá mối quan hệ giữa Lewis Strauss và Oppenheimer, và ông được truyền cảm hứng từ mối quan hệ giữa Wolfgang Amadeus Mozart và Antonio Salieri trong bộ phim Amadeus (1984).
Một khoảnh khắc quan trọng khác của bộ phim là cuộc họp mà Tổng thống Harry S. Truman gọi Oppenheimer là "gã mít ướt". Nolan đã muốn truyền tải cảnh này từ góc nhìn của Oppenheimer và cảm thấy rằng đó là một "khoảnh khắc vỡ mộng lớn, một bước ngoặt lớn [đối với Oppenheimer] trong cách tiếp cận của ông nhằm cố gắng giải quyết hậu quả của những gì ông đã dính líu" đồng thời cũng nhấn mạnh rằng đó là "một sự thay đổi lớn trong nhận thức của Oppenheimer về khả năng nhận thức thực tế". Ông cũng muốn thực hiện một sự chuyển đổi giọng điệu sau sự kiện ném bom nguyên tử, với mong muốn đi từ "tâm trạng chiến thắng cao nhất, đỉnh cao nhất đến mức thấp nhất trong khoảng thời gian xuất hiện ngắn nhất có thể trên màn ảnh". Với phần kết phim, Nolan đã để cho cảnh đó trở nên mơ hồ có chủ ý để dễ dàng giải thích và tránh thuyết giảng hoặc truyền đạt thông điệp cụ thể trong bộ phim của mình. Mặc dù vậy, ông có ý định muốn "tạo ra một loạt các phản ứng mạnh mẽ đáng lo ngại ở khúc cuối của bộ phim".

### Chọn diễn viên
Oppenheimer đánh dấu lần hợp tác thứ sáu giữa Nolan và Murphy, đồng thời cũng là bộ phim đầu tiên của Nolan mà Murphy đảm nhận vai chính. Tháng 9 năm 2020, Nolan đã gọi điện trước cho Cillian Murphy để yêu cầu anh đóng vai Oppenheimer, và Murphy đã nhiệt tình chấp nhận lời đề nghị của ông, đồng thời còn tỏ ra thích thú cũng như hồi hộp trước cơ hội được đóng vai chính trong bộ phim của ông. Sau đó, Nolan đã bay sang Dublin để gặp gỡ với Murphy, người đã đọc cuốn kịch bản tại phòng khách sạn riêng của Nolan. Để chuẩn bị cho vai diễn, Murphy đã làm điều mà anh tóm tắt là "đọc rất nhiều" về cuộc đời của Oppenheimer, và còn được truyền cảm hứng từ diện mạo của David Bowie vào những năm 1970. Murphy thậm chí còn phải giảm khá nhiều cân để phù hợp hơn với vẻ ngoài gầy gò của Oppenheimer ngoài đời thực. Nolan cũng đã sắp xếp một cuộc gọi giữa Murphy và nhà vật lý giành giải Nobel Kip Thorne, người đã từng làm việc với Nolan trong Hố đen tử thần (2014). Khi còn là sinh viên tốt nghiệp, Thorne đã tham dự một số hội thảo của Oppenheimer và giải thích cho Murphy về trải nghiệm của ông đối với tài năng của Oppenheimer trong việc tạo điều kiện cho các cuộc thảo luận nhóm về các khái niệm khoa học khó.
Việc tuyển chọn diễn viên cũng được diễn ra cực kì bảo mật và chặt chẽ đến mức nhiều diễn viên đã không được biết về vai diễn mà họ sẽ nhận cho đến khi đặt bút ký hợp đồng vào vai thành công. Các diễn viên Robert Downey Jr., Matt Damon và Emily Blunt đã phải cắt giảm tiền lương để tham gia bộ phim, theo đó, họ chỉ nhận 4 triệu USD khi vào vai thay vì khoảng 10 – 20 triệu USD như thường lệ. Downey Jr. đã đến nhà Nolan để xem kịch bản được in màu đen trên giấy đỏ, sau này ông cho biết Oppenheimer là "bộ phim hay nhất" mà ông từng tham gia. Trong khi đó, Blunt gặp Nolan ở Los Angeles và nhiệt tình chấp thuận lời mời của ông khi được mời đóng vai Katherine "Kitty" Oppenheimer trong bộ phim; bên cạnh đó cô còn bắt liên lạc với Murphy để biết rõ hơn mọi việc sẽ như thế nào khi làm việc chung với Nolan. Khi được yêu cầu đóng vai Leslie Groves, Damon – người đã từng xuất hiện trong bộ phim Hố đen tử thần của Nolan – đang tạm thời ngừng diễn xuất do kết quả của việc đàm phán với người vợ của mình trong một buổi trị liệu hôn nhân, song anh đã ký hợp đồng tham gia đóng phim Oppenheimer bởi anh có một ngoại lệ rằng nếu Nolan cho anh một vai diễn trong phim.
Nolan quyết định chọn Safdie vào vai Edward Teller sau khi hỏi Paul Thomas Anderson về những trải nghiệm của ông khi chỉ đạo cho Benny Safdie vào vai trong bộ phim Licorize Pizza (2021). Safdie đã có đủ kinh nghiệm để hóa thân vào nhân vật này, do trước đó anh đã từng làm việc với một nhà vật lý hạt nhân ở Đại học Columbia khi còn học trung học. Glen Powell là người đã từng thử vai và bị từ chối cho vai diễn Ernest Lawrence, vai diễn sau này thuộc về Josh Hartnett. Đây cũng là bộ phim đầu tiên của Nolan kể từ Insomnia (2002) mà không có sự xuất hiện của Michael Caine – người đã từng tham gia diễn xuất trong mọi bộ phim của Nolan, bắt đầu từ Huyền thoại Người Dơi (2005). Để khắc họa chân thực hình tượng tổng thống Harry S. Truman, Nolan đã tìm đến người đồng nghiệp của mình là Gary Oldman, người đang trong quá trình nghỉ giải lao khi đang diễn xuất trong phim truyền hình Slow Horses của Apple TV+; hơn nữa, Oldman nói với Nolan rằng ông có nghĩa vụ không được cắt tóc theo hợp đồng đóng phim, chính vì thế ông có thể đóng vai Truman với chiếc mũ và tóc giả hoặc nhờ diễn viên khác đóng vai này, và Nolan đã đồng ý với đề xuất đó.

### Quay phim
Quá trình sản xuất tiền kỳ của phim được tiến hành tại New Mexico vào tháng 1 năm 2022, nơi diễn ra buổi tuyển vai cho các vai diễn cư dân địa phương, quân nhân và nhà khoa học kéo dài hai ngày tại Santa Fe và Los Alamos. Ngoài ra, các buổi thử vai khác cũng được tổ chức vào tháng 2 cùng năm. Bộ phim bắt đầu bấm máy khởi quay vào ngày 28 tháng 2 năm 2022 tại khu vực ngoại cảnh ở sa mạc Ghost Ranch, New Mexico, với Hoyte van Hoytema đảm nhận vị trí nhà quay phim, đánh dấu đây là lần thứ tư mà Hoytema và Nolan cộng tác với nhau, sau Hố đen tử thần, Cuộc di tản Dunkirk và Tenet.

Các địa điểm quay phim chính
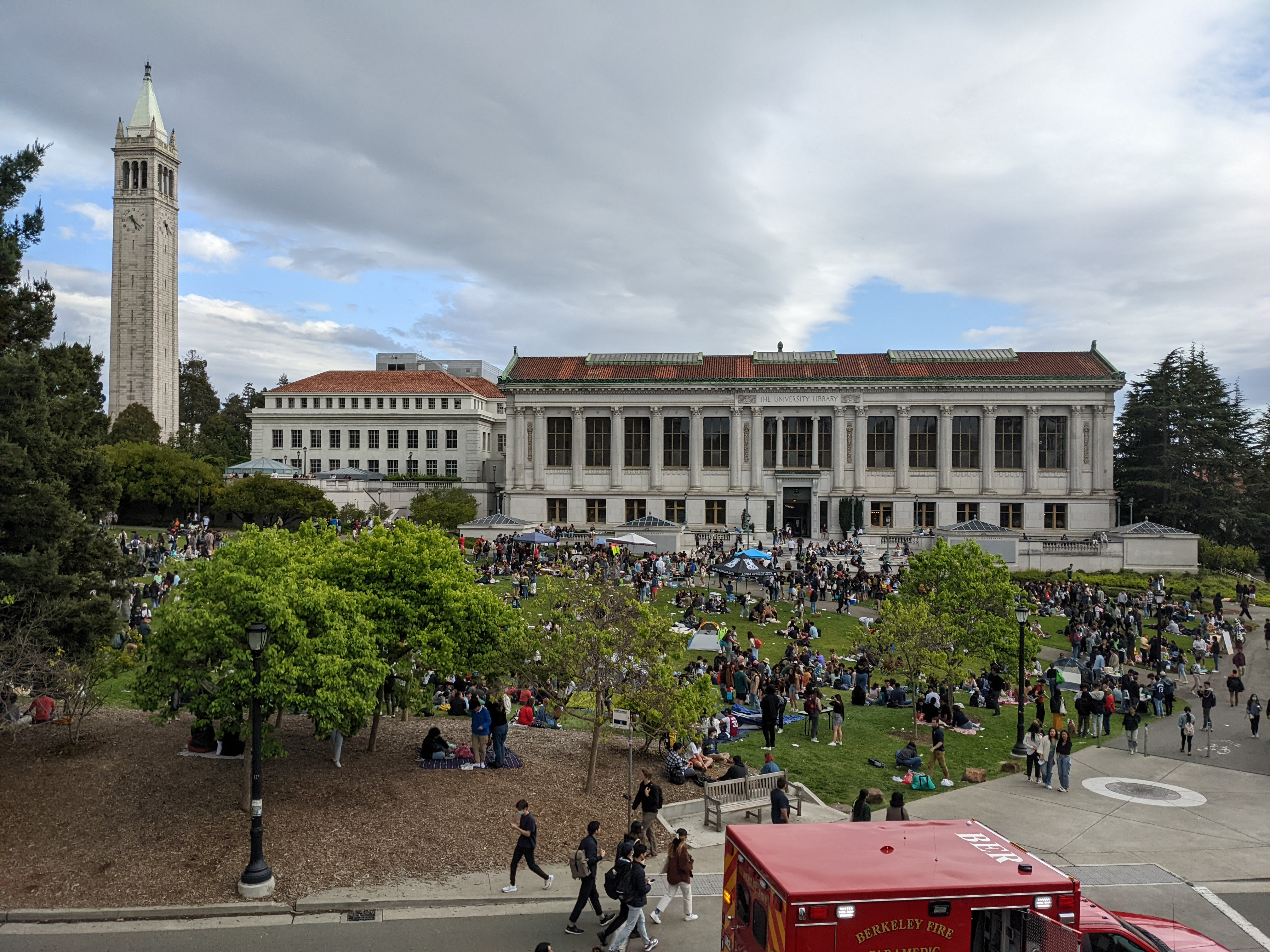
Viện Đại học California, Berkeley
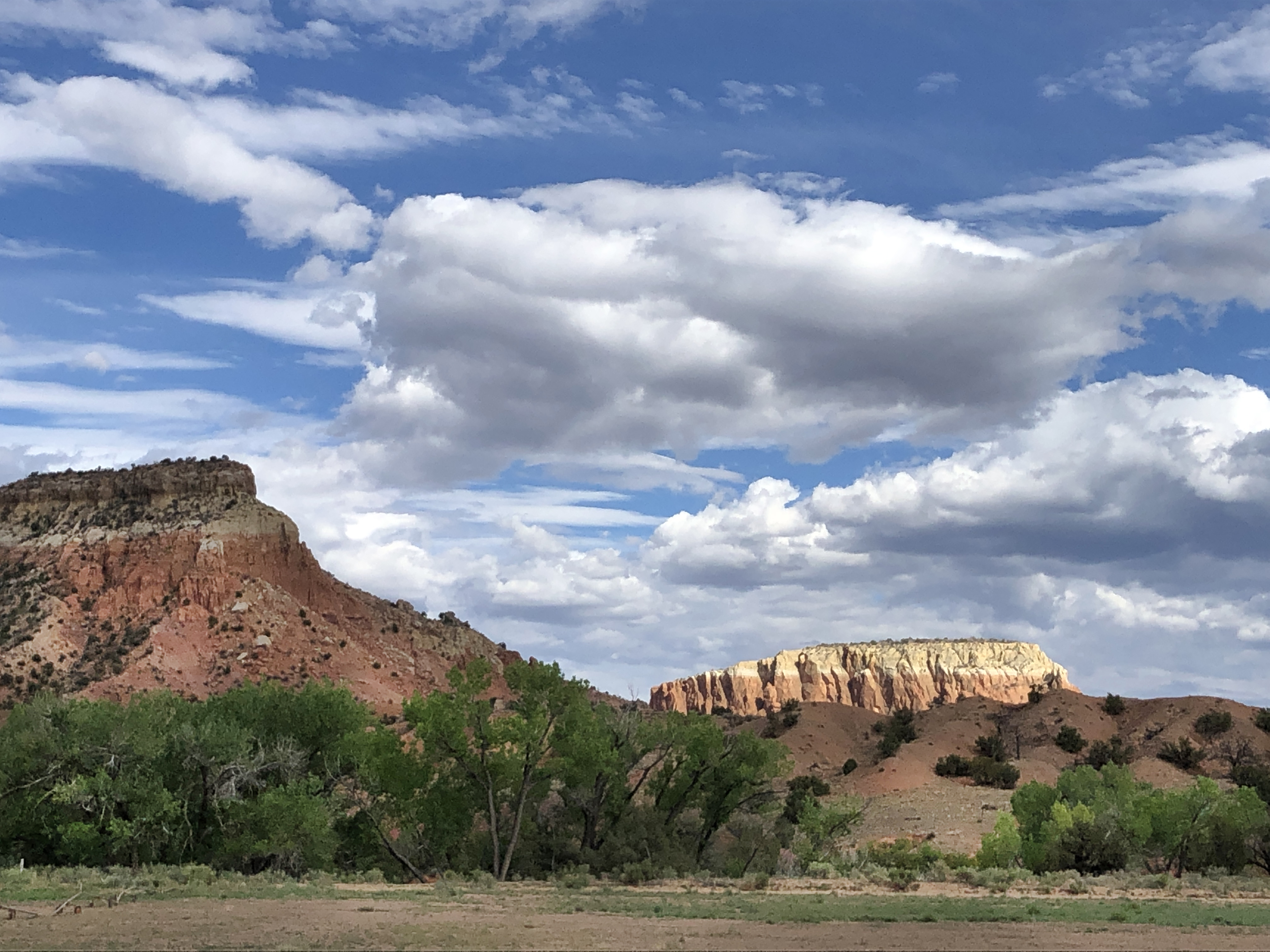
Sa mạc Ghost Ranch, New Mexico
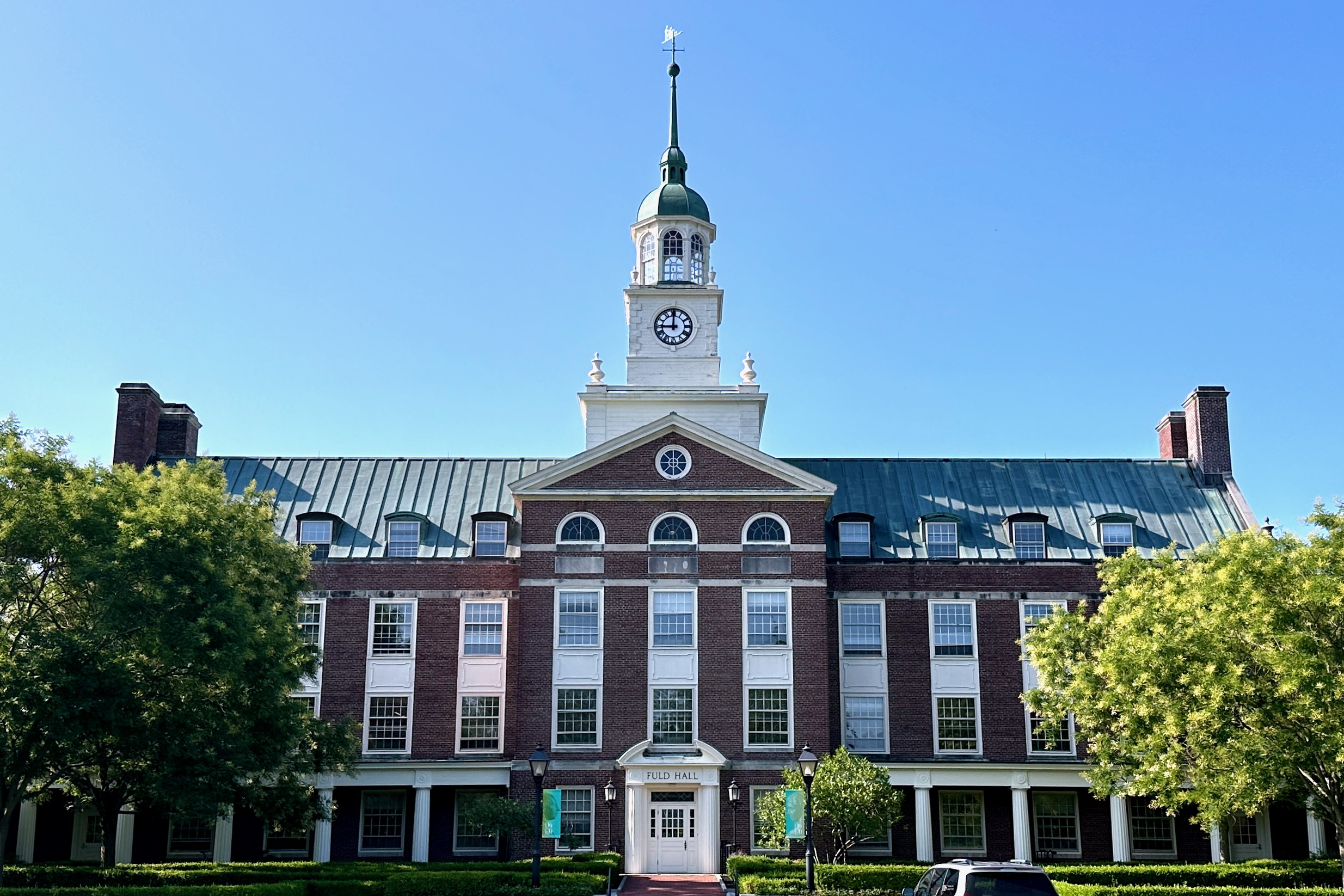
Viện nghiên cứu cao cấp Princeton, New Jersey
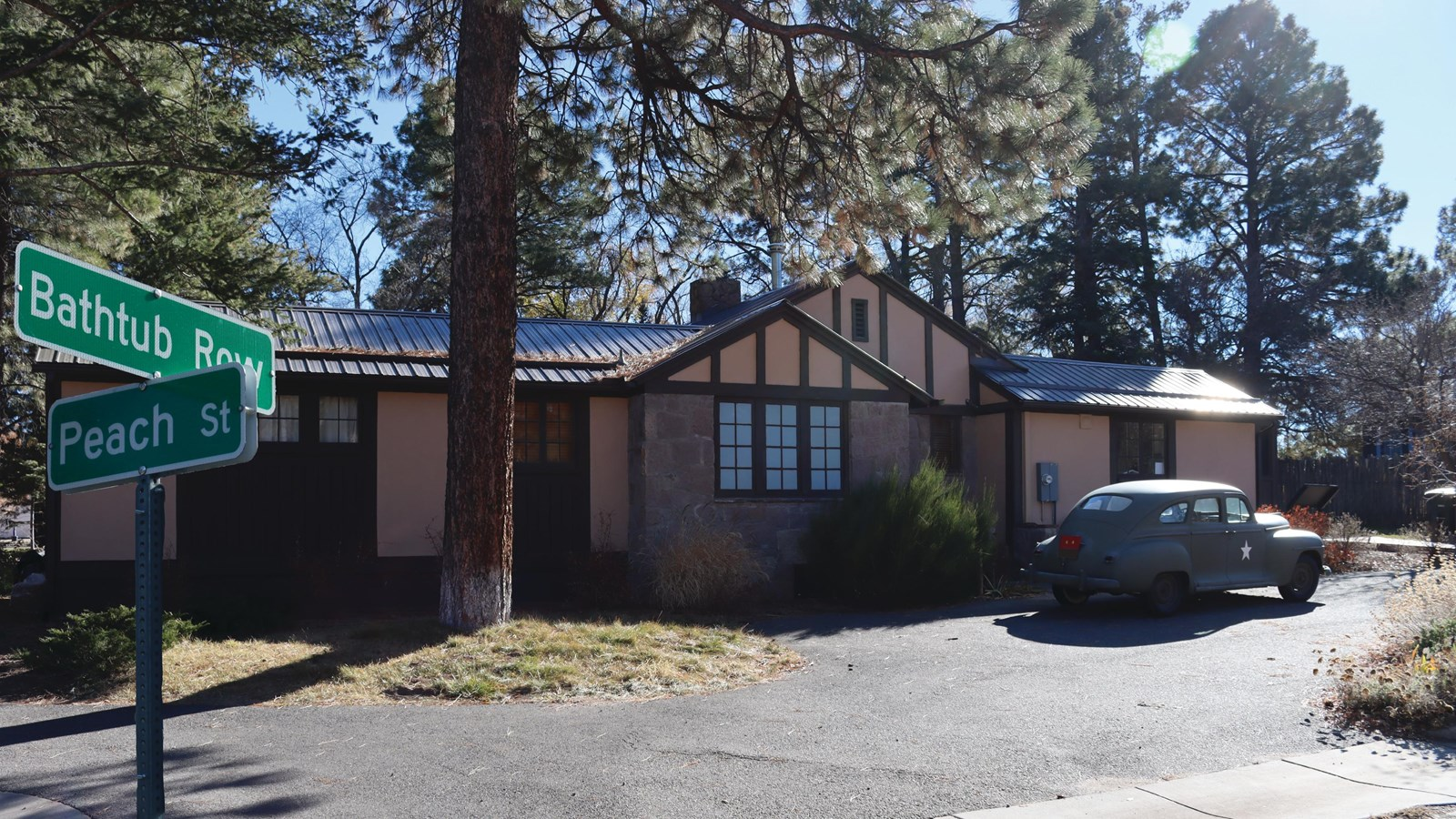
Los Alamos, New Mexico

Lúc đầu, tổ sản xuất đã lên lịch dành khoảng 85 ngày cho việc quay bộ phim, và dự định đóng máy vào ngày 16 tháng 6 năm 2022, nhưng trong giai đoạn tiền kỳ, họ nhận ra rằng việc quay một bộ phim có kinh phí 100 triệu USD tại các địa điểm trên khắp nước Mỹ trong nhiều ngày như vậy là bất khả thi. Do đó, để giải phóng ngân sách làm phim cho việc quay tại các địa điểm ở California và New Jersey cũng như xây dựng một bối cảnh lịch sử chất lượng cao ở New Mexico, Nolan đã quyết định giảm lịch quay xuống còn 57 ngày. Là người xuất hiện trong hầu hết mọi cảnh quay, Murphy mô tả nhịp độ làm việc trong khoảng thời gian này là cực kì "điên cuồng".
Gary Oldman – người đóng vai Harry S. Truman trong phim – đã chia sẻ rằng ông đã có mặt ở phim trường trong một ngày vào tháng 5 cho "một phân cảnh và một trang rưỡi kịch bản". Việc lựa chọn ban đầu cho địa điểm phòng Bầu dục tại Thư viên Nixon đã không thành công trong một tuần trước khi ghi hình, và vì không thể thay đổi được ngày đóng phim của Oldman nên nhóm thiết kế sản xuất đã chỉnh sửa lại bối cảnh phòng Bầu dục từ phim truyền hình Phó Tổng thống, nơi mà theo Ruth De Jong đã rơi vào tình trạng dột nát "như một cơn ác mộng". Nolan cũng đã ghi hình cho người con cả của ông – cô con gái Flora – một cảnh quay mà trong đó cô vào vai một cô gái trẻ bị phân rã trong một vụ nổ. Phân cảnh này xuất hiện đóng vai trò là một phần từ tầm nhìn của Oppenheimer, thứ mà Nolan dự định thể hiện rằng "nếu bạn tạo ra sức mạnh hủy diệt tối thượng, nó cũng sẽ hủy hoại những người thân thiết và gần gũi với bạn".

Nolan (giữa) cùng với đoàn làm phim tại Los Alamos, New Mexico.

Bộ phim sử dụng sự kết hợp giữa IMAX 65mm và phim khổ lớn 65mm, ngoài ra đây còn là bộ phim đầu tiên được quay dưới dạng nhiếp ảnh phim IMAX kiểu phông trắng đen do Kodak chế tạo và FotoKem phát triển. Hoytema đã sử dụng hai ống kính Hasselblad 50mm và 80mm khi quay trên máy quay phim IMAX MKIV hoặc IMAX MSM 9802, trong khi các cảnh quay trên máy quay phim Panavision Panaflex System 65 Studio được quay bằng hai ống kính Panavision Sphero 65 và Panavision System 65. Ngoài ra, tổ sản xuất đã yêu cầu Panavision chế tạo ra một ống kính dò tìm tùy chỉnh nhằm cho phép các nhà làm phim sử dụng máy quay IMAX để quay cận cảnh và quay vi mô với mục đích ghi lại các hiệu ứng thu nhỏ của phim. Vào tuần thứ hai của tháng 4 năm 2022, phim được quay tại viện Nghiên cứu Cao cấp Princeton ở Princeton, New Jersey. Việc quay phim cũng được diễn ra tại California, chủ yếu quay xung quanh khuôn viên của viện Đại học California, Berkeley. Một số cảnh quay lấy bối cảnh ở Berkeley được thực hiện ở Pasadena.
Trong một chuyến đi khảo sát và nghiên cứu địa điểm vào năm 2021, Nolan nhận thấy Los Alamos đã có nhiều thay đổi đáng kể so với diện mạo của thành phố vào những năm 1940 và không thể sử dụng để quay những cảnh quay ngoại cảnh của thành phố, chẳng hạn như có một quán cà phê Starbucks ở một nơi tương đương với một con phố chính trong thành phố. Thay vào đó, tổ sản xuất đã phải xây dựng một phiên bản của Los Alamos vào những năm 1940 trên một cao nguyên tương tự ở Ghost Ranch, họ đã mất ba tháng để xây dựng bối cảnh và chỉ được quay nó trong sáu ngày. Việc ghi hình một số cảnh bên trong tại Los Alamos được bắt đầu vào ngày 8 tháng 3 năm 2022, với kế hoạch chung là chỉ quay những cảnh quay bên ngoài tại trường quay ở Ghost Ranch, sau đó quay những cảnh quay bên trong tại địa điểm nằm trong các tòa nhà lịch sử khác nhau ở thị trấn Los Alamos thực sự. Nhiều cảnh trong phim thường diễn ra ở các giảng đường hàn lâm, và để tiết kiệm thời gian và chi phí sản xuất, tổ sản xuất đã quyết định không cố gắng xây dựng lại các hội trường thành những bối cảnh ở sa mạc Ghost Ranch, thay vào đó họ đã thực hiện ghi hình trong một ký túc xá của Quân đoàn phụ nữ ở Los Alamos. Một số cảnh quay cũng đã được thực hiện trong căn nhà gỗ của Oppenheimer đã được khôi phục. Các cảnh trong khách sạn ở New York được quay tại tòa nhà Bưu điện cổ ở Albuquerque, trong khi các cảnh ở Washington D.C. được quay tại các tòa nhà chính quyền tiểu bang ở Santa Fe, thủ phủ của New Mexico. Trong lúc ghi hình, Kai Bird đã trực tiếp ghé thăm phim trường và cực kì ấn tượng trước màn trình diễn của Murphy khi vào vai Oppenheimer.
Mặc dù phạm vi đưa tin xung quanh việc phát hành bộ phim ngụ ý rằng hầu hết bộ phim được quay ở New Mexico, một cuốn sách chính thức về quá trình thực hiện bộ phim mang tên Unleashing Oppenheimer tiết lộ rằng nhiều cảnh quan trọng nhất của bộ phim được quay trong khu vực trường quay ở quận Los Angeles. Trên thực tế, có ba ngày đã được dành riêng ngay từ đầu để quay tại sảnh Kerckhoff của Đại học California, Los Angeles, nơi được sử dụng cho cả hai cảnh ở Cambridge và Göttingen. Khách sạn Millennium Biltmore ở trung tâm thành phố Los Angeles đã thay thế tạm thời vị trí khách sạn Mark Hopkins cho một trong những cuộc gặp gỡ của Oppenheimer với Tatlock, khách sạn Plaza cho lễ kỷ niệm sinh nhật năm 1949 của Strauss, và một khách sạn không tên ở Washington, DC cho cảnh Szilard và Hill cố gắng thuyết phục Oppenheimer ký vào bản kiến nghị phản đối việc thả bom xuống Nhật Bản. Phiên điều trần về an ninh của Oppenheimer được quay tại Alhambra, California, trong một "tòa nhà văn phòng bỏ hoang tại trụ sở sản xuất cũ của công ty hóa dầu CF Braun & Co.". Cảnh thu hồi quyền miễn trừ an ninh của Oppenheimer được quay vào ngày 19 tháng 5 năm 2022, ngày cuối cùng của quá trình sản xuất tại Alhambra.
Việc ghi hình cũng bao gồm sử dụng những chất nổ thật để tái tạo lại vụ thử nghiệm hạt nhân Trinity nhằm hạn chế việc sử dụng CGI, bởi theo Nolan, sử dụng CGI sẽ "không thể tái tạo đầy đủ mối đe dọa về cuộc thử nghiệm và tác động của bom nguyên tử". Khi tin tức lần đầu tiên được đưa lên các trang mạng, nhiều người hâm mộ – do nhận thức được sở trường nổi tiếng của Nolan về hiệu ứng thực tế trong máy quay – đều nghĩ rằng điều đó có nghĩa là ông đã cho nổ một quả bom nguyên tử thực sự. Nolan sau đó đã nhận xét rằng việc những người hâm mộ nghĩ như vậy về ông đều vừa "tâng bốc" và "đáng sợ". Tổ sản xuất đã nhận được sự cho phép của chính phủ để quay phim tại trường bắn tên lửa White Sands, nhưng chỉ vào những thời điểm rất bất tiện, vì vậy họ đã chọn quay một số cảnh ở nơi khác trên sa mạc New Mexico. Bên cạnh đó, tổ cũng đã thực hiện ghi hình một số cảnh quay về vụ thử nghiệm hạt nhân Trinity ở Belen, New Mexico trong điều kiện thời tiết khắc nghiệt, với việc Murphy leo lên một tòa tháp làm bằng thép cao 100 foot (30,48 mét) – một bản sao của địa điểm ban đầu được sử dụng trong dự án Manhattan.
Một bối cảnh đặc biệt được thiết lập bằng việc sử dụng các chất bao gồm xăng, propan, bột màu đen, bột nhôm và pháo sáng magie để tạo nên hiệu ứng tiếng nổ của bom nguyên tử. Mặc dù đã sử dụng các mô hình thu nhỏ để tạo nên những hiệu ứng thực tế, song Scott R. Fisher – nhà giám sát hiệu ứng đặc biệt của bộ phim – đã gọi chúng là "những vật thể lớn", vì tổ kỹ xảo đã cố gắng tạo ra những mô hình lớn nhất có thể. Để làm cho các mô hình trông giống như những kích thước tự nhiên, tổ kỹ xảo đã sử dụng kỹ thuật phối cảnh độc đáo (forced perspective). Toàn bộ thị trấn theo phong cách những năm 1940 cũng được xây dựng từ lúc đầu. Việc hình dung về sự tương tác giữa các nguyên tử, phân tử và sóng năng lượng, cũng như việc mô tả về các ngôi sao, lỗ đen và siêu tân tinh đều đạt được hiệu quả bằng việc sử dụng các hiệu ứng thực tế. Nolan cho biết bộ phim hoàn toàn không chứa các hiệu ứng CGI, và sử dụng các hiệu ứng thực tế để tạo ra được những "hình ảnh trong thế giới thực". Phần cuối cùng của việc ghi hình là khi Nolan và van Hoytema đi du lịch đến châu Âu để có được những cảnh quay toàn cảnh cho giai đoạn đầu ở châu Âu trong cuộc đời của Oppenheimer. Ví dụ, họ không bận tâm đến việc quay phim trong khuôn viên thực tế của Đại học Cambridge; do đó "van Hoytema chỉ đơn giản là đặt máy quay đi qua sông Cam". Sau 57 ngày khởi quay không liên tục, tổ sản xuất đóng máy việc ghi hình vào ngày 22 tháng 5 năm 2022.

### Hậu kỳ
Jennifer Lame – người từng làm nhà biên tập cho Tenet – tiếp tục đảm nhiệm vị trí này trong giai đoạn hậu kỳ. Khi kiểm tra các cảnh quay trong lúc biên tập, Nolan và Lame đã cùng nhau thực hiện phương pháp "chuyển đổi nhân vật" để đảm bảo rằng tất cả các nhân vật đều được xuất hiện chính xác và đầy đủ do tác phẩm có mạch phim nhanh hơn hầu hết các bộ phim bom tấn truyền thống. Những hiệu ứng hình ảnh trong phim đều được thực hiện bởi DNEG – đơn vị đã tạo ra hơn 100 cảnh bằng hiệu ứng kỹ xảo từ hơn 400 cảnh được làm bằng hiệu ứng thực tế trong phim, đánh dấu đây là lần hợp tác thứ tám của hãng với Nolan. Andrew Jackson đảm nhận vị trí giám sát toàn bộ hiệu ứng hình ảnh của bộ phim, người đã nêu rằng bộ phim chủ yếu sử dụng hiệu ứng hình ảnh "vô hình" thông qua các hiệu ứng đặc biệt 'trong máy quay' được tạo trên trường quay". Việc tổng hợp các cảnh bằng kỹ thuật số đã được sử dụng cho phân cảnh thử nghiệm Trinity để thêm nhiều lớp cảnh vào vụ nổ được quay ở góc nhiều mặt khác nhau. Có 160 nghệ sĩ kỹ xảo đã thực hiện cho bộ phim, song do sơ suất của Nolan nên 134 thành viên (tức là hơn 80%) trong số họ lại không được ghi danh.
Steven Spielberg là người đầu tiên xem bản cắt cuối cùng của bộ phim dưới hình thức chiếu riêng bản in 70mm đầu tiên. Nolan nhận xét về phản ứng của Spielberg, nói rằng: "Ông ấy nói một số điều rất tử tế, nhưng thực ra chỉ để coi ông ấy xem ... Tôi thậm chí còn không được phép xem phim cùng ông ấy, nhưng được nhìn thấy bậc thầy vĩ đại đang xem phim ư? Thật không thể cưỡng lại được."

### Nhạc phim
Ludwig Göransson là người đảm nhiệm phần soạn nhạc nền cho bộ phim, sau khi thực hiện vai trò tương tự trong bộ phim trước đó của Nolan là Tenet. Nolan đã đề nghị Göransson sử dụng violin làm chủ đề trọng tâm của Oppenheimer trong phim, và Göransson nói rằng anh cảm thấy violin có thể chuyển từ "giai điệu lãng mạn, đẹp đẽ nhất trong tích tắc sang âm thanh gây loạn thần kinh, đau đớn và kinh dị". Bản nhạc của Göransson được giới thiệu trong đoạn trailer của bộ phim vào ngày 8 tháng 5 năm 2023, và đồng thời còn được giới thiệu trong bản nhìn mở đầu (opening look) dài năm phút độc quyền của Universal Pictures vào ngày 13 tháng 7 cùng năm.
Ngoại trừ hai nhạc phẩm "Trinity" và "Something More Important" mà Göransson viết chung với Thomas Kotcheff, toàn bộ các nhạc phẩm trong phim dưới đây đều được Göransson thực hiện.
| Danh sách nhạc phẩm của Oppenheimer | Danh sách nhạc phẩm của Oppenheimer | Danh sách nhạc phẩm của Oppenheimer |
| STT                                 | Nhan đề                             | Thời lượng                          |
| ----------------------------------- | ----------------------------------- | ----------------------------------- |
| 1.                                  | "Fission"                           | 4:38                                |
| 2.                                  | "Can You Hear the Music"            | 1:50                                |
| 3.                                  | "A Lowly Shoe Salesman"             | 3:34                                |
| 4.                                  | "Quantum Mechanics"                 | 3:00                                |
| 5.                                  | "Gravity Swallows Light"            | 3:30                                |
| 6.                                  | "Meeting Kitty"                     | 5:47                                |
| 7.                                  | "Groves"                            | 3:03                                |
| 8.                                  | "Manhattan Project"                 | 3:01                                |
| 9.                                  | "American Prometheus"               | 2:37                                |
| 10.                                 | "Atmospheric Ignition"              | 3:28                                |
| 11.                                 | "Los Alamos"                        | 2:38                                |
| 12.                                 | "Fusion"                            | 3:55                                |
| 13.                                 | "Colonel Pash"                      | 4:57                                |
| 14.                                 | "Theorists"                         | 3:14                                |
| 15.                                 | "Ground Zero"                       | 4:21                                |
| 16.                                 | "Trinity"                           | 7:52                                |
| 17.                                 | "What We Have Done"                 | 5:45                                |
| 18.                                 | "Power Stays in the Shadows"        | 4:10                                |
| 19.                                 | "The Trial"                         | 5:32                                |
| 20.                                 | "Dr. Hill"                          | 4:23                                |
| 21.                                 | "Kitty Comes to Testify"            | 4:52                                |
| 22.                                 | "Something More Important"          | 3:25                                |
| 23.                                 | "Destroyer of Worlds"               | 2:54                                |
| 24.                                 | "Oppenheimer"                       | 2:16                                |
| Tổng thời lượng:                    | Tổng thời lượng:                    | 94:42                               |

## Phát hành

### Quảng bá
Đoạn quảng cáo của phim được phát hành vào ngày 28 tháng 7 năm 2022, với chức năng đếm ngược vào lúc 5 giờ 29 phút sáng (giờ MST) vào ngày 16 tháng 7 năm 2023 nhằm kỷ niệm lần thứ 78 của vụ nổ vũ khí nguyên tử đầu tiên. Đoạn phim được công chiếu lần đầu trong các buổi chiếu của bộ phim Không (2022) trước khi được đăng tải trực tuyến trên các trang mạng xã hội của Universal. Tờ Empire đã nhận xét rằng đoạn phim là một kiểu mẫu từ phong cách của Nolan: "hấp dẫn, đáng nghiền ngẫm với cảm giác thực sự nặng nề". Tháng 12 năm 2022, hai đoạn giới thiệu của bộ phim đã được công chiếu trước mặt bộ phim Avatar: Dòng chảy của nước, trong đó có một đoạn giới thiệu được độc quyền cho các rạp IMAX và đoạn giới thiệu còn lại được chiếu ở tất cả các định dạng khác, về sau cũng được phát hành trực tuyến. Tháng 5 năm 2023, đoạn trailer chính chính thức của bộ phim được ra mắt lần đầu trong buổi chiếu thử của Vệ binh dải Ngân Hà 3. Sau đó, đoạn trailer cũng được phát hành rộng rãi vào ngày 8 tháng 5 năm 2023 bên cạnh các áp phích chính thức của phim tại các rạp chiếu.

### Công chiếu tại rạp

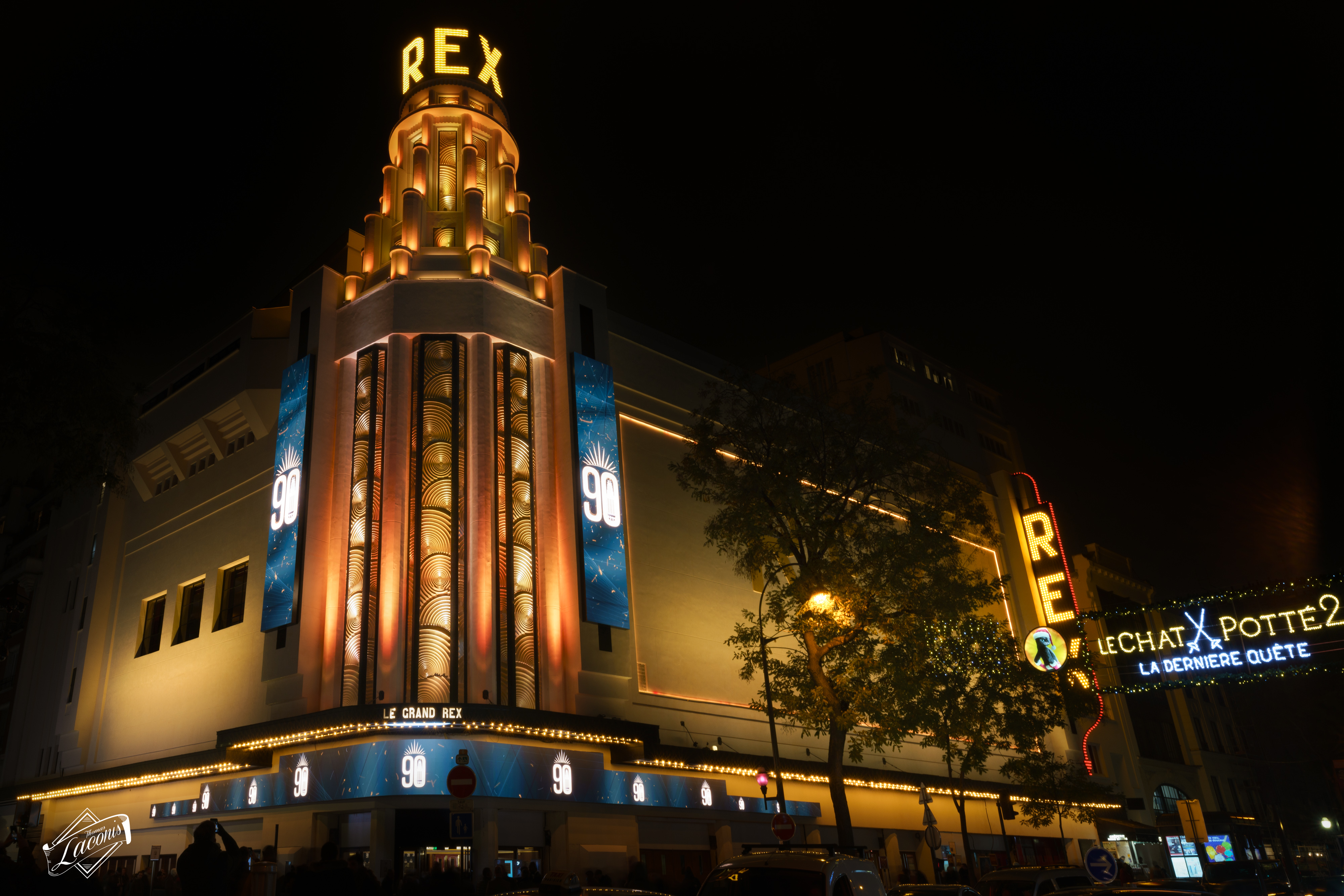
Rạp phim Le Grand Rex tại Paris, Pháp, nơi diễn ra buổi công chiếu phim trên toàn cầu.

Oppenheimer có buổi công chiếu trên toàn cầu tại rạp Le Grand Rex ở Paris, Pháp vào ngày 11 tháng 7 năm 2023, theo sau là buổi công chiếu ở Anh tại rạp Odeon Luxe Leicester Square ở Luân Đôn vào ngày 13 tháng 7 và buổi công chiếu ở Mỹ tại rạp AMC Lincoln Square 13 ở thành phố New York vào ngày 17 tháng 7 cùng năm. Cả hai buổi công chiếu phim tại Luân Đôn và New York đều bị ảnh hưởng bởi các cuộc đình công của SAG-AFTRA khi một số diễn viên rời buổi công chiếu ở Luân Đôn từ sớm, và Universal Pictures đã hủy bỏ sự kiện thảm đỏ cho buổi công chiếu ở New York. Sau này, diễn viên Fran Drescher – chủ tịch của SAG-AFTRA – cho biết nhiều hãng phim đã "lừa" hiệp hội về việc chấp nhận gia hạn thêm 12 ngày cho các cuộc đàm phán để tiếp tục quảng bá các bộ phim ra mắt vào mùa hè như Oppenheimer. Oppenheimer sau đó được Universal Pictures phát hành tại các cụm rạp ở Anh và Mỹ vào ngày 21 tháng 7 năm 2023, và tại các cụm rạp ở Việt Nam vào ngày 11 tháng 8 cùng năm. Bên cạnh định dạng điện ảnh kỹ thuật số tiêu chuẩn, bộ phim cũng được chiếu với nhiều định dạng phim khác nhau, bao gồm IMAX 70mm với 30 bản in, 70mm với 113 bản in và 35mm với khoảng 80 bản in.
Bộ phim được khởi chiếu cùng ngày với Barbie, một bộ phim điện ảnh thuộc thể loại hài – lãng mạn – chính kịch do Greta Gerwig làm đạo diễn, được dựa trên thương hiệu Barbie của Mattel và được Warner Bros. Pictures phát hành. Nhiều người đã suy đoán rằng quyết định phát hành bộ phim Barbie cùng ngày với Oppenheimer của Warner Bros. được đưa ra nhằm làm suy giảm doanh thu bán vé của Oppenheimer như một sự trả đũa cho việc Nolan phát hành bộ phim với Universal. Do sự tương phản về tông phim và thể loại giữa hai bộ phim, nhiều người dùng trên các trang mạng xã hội đã tạo ra các hiện tượng lan truyền về cách hai bộ phim đại diện cho các đối tượng khán giả khác nhau, và cách chúng nên xem dưới dạng phim chiếu đôi (double feature). Hiện tượng này được gọi là "Barbenheimer", và được mô tả là một sự đối trọng (counterprogramming) trong một mùa hè đầy "khủng hoảng của ngành giải trí". Cillian Murphy ủng hộ hiện tượng lan truyền này, và nói rằng: "Lời khuyên của tôi là mọi người nên đi xem cả hai bộ phim này trong cùng một ngày. Nếu cả hai đều là bộ phim hay, thì đó là lợi ích của điện ảnh".
Tháng 3 năm 2022, Universal Pictures đã đình chỉ việc phát hành các bộ phim của mình ở Nga và cùng với các nhà phân phối phim lớn khác của Mỹ tẩy chay đất nước này sau vụ Nga xâm lược Ukraina vào tháng 2 năm 2022. Oppenheimer còn bị Bộ Văn hóa Nga cấm chiếu và từ chối cấp giấy phép trình chiếu bộ phim, cho biết tác phẩm không đáp ứng được những tiêu chí của Bộ là "giữ gìn và củng cố các giá trị tinh thần truyền thống của Nga".
Bộ phim đã không được phát hành tại Nhật Bản trong nhiều tháng kể từ khi ra mắt trên toàn thế giới. Viết trên tờ Variety, cây viết Rebecca Rubin cho biết danh tiếng của bộ phim gây tranh cãi ở Nhật Bản do các vụ đánh bom nguyên tử ở Hiroshima và Nagasaki là kết quả trực tiếp từ hành động của Oppenheimer, và một phát ngôn viên của Universal Pictures cho biết "kế hoạch vẫn chưa được hoàn thiện ở tất cả các thị trường". Hơn nữa, những bộ phim của Mỹ được công chiếu tại Nhật Bản vài tháng sau khi được công chiếu tại quê nhà là điều không phải là hiếm. Cuối cùng, vào tháng 12 năm 2023, nhà phân phối phim độc lập Bitters End của Nhật Bản cho biết đơn vị sẽ phát hành Oppenheimer tại các rạp vào năm 2024, sau khi Toho-Towa – đơn vị phân phối phim của Universal tại Nhật Bản – quyết định không phát hành bộ phim này. Tác phẩm sau này được Bitters End phát hành tại Nhật Bản vào ngày 29 tháng 3 năm 2024, và trong ba ngày đầu công chiếu, tác phẩm trở thành bộ phim quốc tế có doanh thu cao nhất tại nước này khi thu về 379,3 triệu JPY (2,5 triệu USD) tại phòng vé.

#### Phân loại và kiểm duyệt
Tại Mỹ, bộ phim đã được dán nhãn R từ Hiệp hội Điện ảnh Hoa Kỳ vì có chứa "các phân cảnh tình dục, khỏa thân và từ ngữ thô tục", trở thành bộ phim đầu tiên nhận được nhãn này kể từ Insomnia (2002). Tại Úc, Hội đồng phân loại phim Úc quyết định dán nhãn MA 15+ cho bộ phim vì có chứa "nội dung khiêu dâm và phân cảnh tự sát". Tại Anh, bộ phim đã nhận được chứng chỉ phân loại 15 từ Ủy ban phân loại điện ảnh Vương quốc Anh vì có chứa "ngôn từ thô tục và yếu tố tình dục", tức là bất kỳ ai dưới 15 tuổi đều không được phép xem phim. Tại Việt Nam, qua hai lần lùi lịch chiếu để đảm bảo trong việc kiểm duyệt, ông Vi Kiến Thành – nguyên Cục trưởng của Cục điện ảnh Việt Nam – cho biết tác phẩm được cấp phép phát hành vào ngày 11 tháng 8 với việc "chỉ biên tập một số lời thoại", song vẫn giữ nguyên nội dung của tác phẩm. Ở một số nước của khu vực Trung Đông, Nam Á và Đông Nam Á, Universal Pictures đã cho ra mắt phiên bản mới của bộ phim với cảnh khỏa thân của nhân vật Jean Tatlock được bao phủ bởi một chiếc váy đen do công nghệ máy tính tạo ra. Tại Ấn Độ, bộ phim được ra mắt với tất cả các cảnh khỏa thân, quan hệ tình dục và hút thuốc đều đã được kiểm duyệt chặt chẽ, và cuối cùng được Ủy ban chứng nhận phim Trung ương (CBFC) trao chứng nhận U/A trong khi vẫn giữ nguyên thời lượng chiếu rạp của bộ phim.

#### Tranh cãi vềChí tôn ca
Một đoạn âm thanh của phân cảnh mà Tatlock chỉ cho Oppenheimer đọc một câu trong Chí tôn ca – một văn bản cổ của đạo Hindu, "Giờ đây ta trở thành Thần chết, kẻ hủy diệt các thế giới", vẫn được giữ nguyên trong bộ phim, điều này đã dấy lên một làn sóng tranh cãi dữ dội. Theo tờ NDTV, Anurag Thakur – Bộ trưởng Bộ Thông tin và Phát thanh Truyền hình của Ấn Độ – đã đặt câu hỏi về cách CBFC chứng nhận bộ phim với câu thơ được nghe trong hoàn cảnh như vậy ngay từ đầu và yêu cầu Hội đồng phải xóa cảnh đó. Những người theo đạo Hindu ở Ấn Độ đã gây sức ép và yêu cầu phải gỡ bỏ cảnh phim này. Trong số đó có nhà báo Uday Mahurkar, người đã viết bức thư ngỏ gửi cho Nolan, gọi cảnh này là "màn tấn công trực tiếp vào niềm tin tôn giáo của hàng tỷ người theo đạo Hindu bao dung", và yêu cầu xóa cảnh này khỏi tất cả các bản phát hành của bộ phim trên toàn cầu. Mặt khác, nam diễn viên Nitish Bharadwaj đã trả lời trên tờ The Times of India rằng, "Việc sử dụng câu thơ này trong phim cũng nên được hiểu từ trạng thái tinh thần đầy cảm xúc của Oppenheimer. Một nhà khoa học nghĩ về sự sáng tạo của mình trong 24 giờ một ngày, 7 ngày một tuần và 365 ngày một năm, bất kể anh ta đang làm gì, không gian tâm trí của anh ta được sử dụng hoàn toàn cho sự sáng tạo của mình và hành vi cơ thể chỉ là một hành động cơ học tự nhiên". Bất chấp sự phản đối dữ dội của những người theo đạo Hindu chính thống, bộ phim đã được đón nhận nồng nhiệt ở hầu hết các nước trên thế giới.

### Giải trí tại gia
Oppenheimer được phát hành dưới định dạng Blu-ray 4K, Blu-ray thông thường và DVD, bao gồm cả định dạng kỹ thuật số, vào ngày 21 tháng 11 năm 2023. Do hai bản phát hành trước đã bán hết chỉ vài ngày sau khi phát hành, Universal đã tiến hành bổ sung hàng trước kỳ nghỉ lễ. Nolan đã lên tiếng về tầm quan trọng của thư viện phương tiện vật lý trong chiến dịch phát hành tại gia của bộ phim, nói rằng việc để phim chỉ tồn tại ở dạng kỹ thuật số hoặc trên các dịch vụ phát trực tuyến cho phép các công ty có quá nhiều quyền kiểm soát và tạo ra mối nguy hiểm cho việc bảo quản phim. Tác phẩm được phát trực tuyến độc quyền tại Mỹ trên Peacock và tại Canada trên Amazon Prime Video vào ngày 16 tháng 2 năm 2024, đồng thời cũng được phát trực tuyến tại Ấn Độ trên Jio Cinema vào ngày 21 tháng 3 cùng năm.

## Đón nhận

### Doanh thu phòng vé
Sau khi kết thúc buổi công chiếu tại rạp, Oppenheimer đã thu về 330,1 triệu USD tại thị trường ở Mỹ và Canada, và 646,5 triệu USD tại các thị trường quốc tế, qua đó nâng tổng doanh thu toàn cầu lên đến 976,6 triệu USD; trong đó 190 triệu USD là số doanh thu kiếm được từ bản phát hành dưới định dạng IMAX. Với doanh thu này, tác phẩm trở thành bộ phim được dán nhãn R có doanh thu cao thứ ba mọi thời đại, chỉ sau Joker (2019) và Deadpool & Wolverine (2024). Tháng 9 năm 2023, Oppenheimer vượt qua kỷ lục của tác phẩm Bohemian Rhapsody: Huyền thoại ngôi sao nhạc rock (2018) để trở thành bộ phim tiểu sử có doanh thu cao nhất mọi thời đại.
Đến tháng 8 năm 2023, Oppenheimer đã trở thành bộ phim có doanh thu cao nhất từ trước đến nay nhưng không đạt được vị trí số một phòng vé trong nước, dù phim đã đứng đầu phòng vé trên toàn thế giới với tổng doanh thu 38,12 triệu USD vào tuần thứ sáu công chiếu để có lần đầu tiên vượt qua Barbie. Đây cũng là bộ phim liên quan đến Thế chiến thứ hai có doanh thu cao nhất, vượt qua bộ phim khác cũng của Nolan là Cuộc di tản Dunkirk (2017). Ngoài ra, Oppenheimer còn trở thành một trong năm bộ phim phát hành dưới định dạng IMAX có doanh thu cao nhất, với việc kiếm được 183 triệu USD (khoảng 20% tổng doanh thu), trong đó có hơn 17 triệu USD kiếm được từ ba mươi rạp phim chiếu bản in IMAX 70mm. Bộ phim đã được đặt trước để phát hành lại tại các rạp IMAX vào ngày 3 tháng 11, bao gồm sáu bản in IMAX 70mm, vì các rạp này đã báo cáo đã bán hết vé trong lần phát hành đầu tiên của phim. Tờ Deadline Hollywood ước tính rằng lợi nhuận ròng của bộ phim đạt lên đến 201,9 triệu USD khi kết hợp cả chi phí sản xuất và doanh thu.

#### Mỹ và Canada
Tại Mỹ và Canada, bộ phim được phát hành cùng thời điểm với Barbie. Vào tuần phát hành bộ phim, rạp phim AMC Theatres cho biết hơn 40.000 thành viên của AMC Stubs đã đặt vé cho hai bộ phim trong cùng một ngày. Sau khi thu về 33 triệu USD trong ngày đầu tiên công chiếu (bao gồm 10,5 triệu USD từ các bản xem trước vào tối thứ Năm), tổng doanh thu trong tuần đầu tiên công chiếu ước tính đã được nâng lên 77 triệu USD. Bộ phim tiếp tục ra mắt với 80,5 triệu USD, đứng thứ hai sau Barbie, trở thành một trong những ngày mở màn cuối tuần hay nhất từ trước đến nay đối với một bộ phim xếp hạng R; trong đó có 64% khán giả là nam giới, bao gồm 33% khán giả là những người ở độ tuổi 18–34. Hiện tượng "Barbenheimer" được cho là đã thúc đẩy sự quan tâm đến bộ phim, với 79% tổng số vé bán ra vào ngày cuối tuần (27% cho Oppenheimer) dành cho hai bộ phim, qua đó tổng lượng khán giả xem phim lên đến 18,5 triệu người. Tuần công chiếu mở màn của bộ phim được xem là thành tích tốt nhất của Nolan đối với một bộ phim gốc, đồng thời còn là thành tích cao nhất trong sự nghiệp làm phim của ông ngoài hai phần phim sau của loạt phim Kỵ sĩ bóng đêm. Tác phẩm còn đạt doanh thu tuần mở màn cao thứ ba đối với một bộ phim tiểu sử, sau The Passion of the Christ (2004) và Lính bắn tỉa Mỹ (2014).
Trong tuần thứ hai công chiếu, tác phẩm kiếm thêm 46,2 triệu USD (giảm 44%) và đứng thứ hai trên bảng xếp hạng doanh thu sau Barbie. Sang tuần thứ ba công chiếu, tác phẩm kiếm thêm 28,7 triệu USD và xếp thứ ba sau Barbie và bộ phim mới Cá mập siêu bạo chúa 2: Vực sâu. Ngày 16 tháng 8 năm 2023, Oppenheimer vượt qua Đấu trường âm nhạc (2016) để trở thành bộ phim có doanh thu cao nhất nhưng chưa bao giờ đứng đầu phòng vé. Trong tuần thứ tư, bộ phim kiếm thêm 18,8 triệu USD (giảm 35%) và trở lại vị trí thứ hai trên bảng xếp hạng doanh thu. Tác phẩm kiếm thêm 10,7 triệu USD (giảm 43%) trong tuần thứ năm và 9 triệu USD (giảm 16%) trong tuần thứ sáu, đứng ở vị trí thứ ba và thứ tư tại phòng vé và qua đó vượt mức 300 triệu USD tại thị trường trong nước vào tuần thứ sáu. Sau khi nhận được 13 đề cử giải Oscar, bộ phim đã mở rộng từ 1.008 rạp chiếu lên thành 2.262 rạp chiếu trong tuần thứ 28 ra mắt và thu về 1 triệu USD, tăng 284% so với tuần trước.

#### Nhật Bản
Tại Nhật Bản, Oppenheimer được ra mắt vào ngày 29 tháng 3 năm 2024, song trước khi ra mắt, tác phẩm đã gây ra tranh cãi tại quốc gia này, và Warner Bros. đã đưa ra lời xin lỗi sau những lời chỉ trích về hiện tượng "Barbenheimer" là thiếu tế nhị. Dẫu vậy, tác phẩm đã thu về 2,5 triệu USD và đứng thứ ba tại phòng vé trong nước trong tuần đầu công chiếu tại Nhật Bản. Một số rạp chiếu cũng đã hiển thị cảnh báo nội dung của bộ phim trước khi công chiếu.
Bộ phim nhận được một loạt các ý kiến từ khán giả tại Nhật Bản, trong đó nhiều khán giả từ Hiroshima cho biết họ cảm thấy khó chịu và đau đớn khi xem bộ phim. Một chi tiết gây tranh cãi trong phim là việc lựa chọn không mô tả trực quan về vụ đánh bom hạt nhân vào Nhật Bản đã dẫn đến những luồng ý kiến trái chiều từ khán giả; theo đó một số người khen ngợi về sự lựa chọn này, trong khi những người khác cảm thấy rằng điều đó dẫn đến việc hạ thấp hoặc tôn vinh vụ đánh bom. Takashi Hiraoka – cựu thị trưởng thành phố Hiroshima – cho biết ông cảm thấy rằng nỗi kinh hoàng của vũ khí hạt nhân chưa được khắc họa đầy đủ trong phim. Một số người cho biết họ cảm thấy rằng nhân vật Oppenheimer được tôn vinh trong phim vì vai trò phát triển quả bom, và một số người khác cho rằng ông cũng là nạn nhân của hoàn cảnh của mình và phải trải qua đau khổ vì nó. Giáo sư Masao Tomonaga – người đã từng trải qua một trong những vụ đánh bom hạt nhân – cảm thấy rằng bộ phim là "phản hạt nhân", theo đó ông bày tỏ sự thất vọng vì thiếu cảnh về vụ đánh bom nguyên tử ở Nhật Bản, song ông hài lòng về việc miêu tả nỗi đau khổ của Oppenheimer sau vụ đánh bom. Một cư dân ở Hiroshima được cho là đã ủng hộ việc có nhiều người xem bộ phim hơn, còn một người khác lại ủng hộ ít người xem hơn.
Khi bình luận về thành công của Oppenheimer tại quê nhà Nhật Bản, Akira Mizuta Lippit – Phó trưởng khoa trường Nghệ thuật Điện ảnh Đại học Nam California cho biết trong một bài viết của tờ Deadline Hollywood vào tháng 5 năm 2024 rằng, "Những bộ phim trước kia nói về Nhật Bản, dù tốt hay xấu, dù có chút xúc phạm hay thiếu hiểu biết, vẫn đạt được thành công về mặt doanh thu ở Nhật Bản"; nhận thấy rằng những bộ phim như Trân Châu Cảng và Võ sĩ đạo cuối cùng được "khán giả Nhật Bản nhiệt tình đón nhận" như thế nào, trong khi một số bộ phim khác như Hồi ức của một geisha lại được đón nhận "kém hơn một chút".

#### Những thị trường khác
Tại những thị trường ngoài Mỹ và Canada, Oppenheimer đã thu về 98 triệu USD trong tuần đầu tiên công chiếu. Trong tuần tiếp theo, Oppenheimer kiếm được 77,1 triệu USD, chỉ giảm 21% để trở thành phim có doanh thu cao nhất của Nolan tại 30 quốc gia, bao gồm cả Ấn Độ, Ả Rập Xê Út, UAE và Thổ Nhĩ Kỳ. Trong tuần thứ ba công chiếu, tác phẩm thu về 52,8 triệu USD (giảm 31%) và 32 triệu USD trong tuần thứ tư. Bộ phim tiếp tục giữ vững thành tích doanh thu tốt trong những tuần tiếp theo, thu về 32 triệu USD và 29,1 triệu USD vào tuần thứ năm và thứ sáu. Tính đến hết ngày 10 tháng 9 năm 2023, những thị trường có doanh thu cao nhất là Anh (72 triệu USD), Đức (46,9 triệu USD), Trung Quốc (46,8 triệu USD), Pháp (40,1 triệu USD) và Úc (25,9 triệu USD).

### Đánh giá chuyên môn
Oppenheimer đã nhận được những lời tán dương từ giới chuyên môn, họ đều chủ yếu dành những lời khen ngợi cho bộ phim về kịch bản, chỉ đạo đạo diễn, diễn xuất của dàn diễn viên – đặc biệt là Murphy, Blunt và Downey – và hình ảnh. Tác phẩm thường xuyên được bình chọn là một trong những bộ phim xuất sắc nhất của Nolan và là một trong những bộ phim xuất sắc nhất năm 2023, trong khi tờ Hindustan Times đưa tin rằng tác phẩm cũng được ca ngợi là một trong những bộ phim hay nhất thế kỷ 21. Trên hệ thống tổng hợp kết quả đánh giá Rotten Tomatoes, Oppenheimer nhận 93% lượng đồng thuận dựa trên 507 bài đánh giá, đạt điểm trung bình 8,6/10. Các chuyên gia của trang web nhất trí rằng: "Oppenheimer đánh dấu một thành tựu to lớn khác của Christopher Nolan, được hưởng lợi nhờ màn trình diễn xuất sắc của Murphy và hình ảnh tuyệt đẹp". Trên chuyên trang Metacritic, tác phẩm giành số điểm trung bình là 90/100, dựa theo 69 phê bình gia, cho thấy giới chuyên môn đều dành những lời "tán dương rộng rãi". Trên tờ VnExpress, Oppenheimer được chấm 9,2/10 điểm. Khảo sát khán giả từ trang CinemaScore chấm bộ phim điểm "A" theo thang điểm từ A+ đến F, trong khi đó PostTrak cho biết tác phẩm có tổng điểm tích cực chiếm 93%, với 74% là những lời "khuyến nghị nên xem".
Richard Roeper trên tờ Chicago Sun-Times đã chấm cho Oppenheimer tuyệt đối 4/4 sao, mô tả bộ phim là "tuyệt vời" và "một trong những bộ phim hay nhất của thế kỷ 21". Matthew Jackson trên tờ The A.V. Club coi đây là một "kiệt tác", nói thêm rằng "đây là bộ phim hay nhất của Christopher Nolan cho đến nay, một bước tiến lên một tầm cao mới đối với một trong những nhà làm phim xuất sắc nhất của chúng tôi và là một bộ phim khắc sâu vào tâm trí bạn". Dan Jolin từ tờ Empire gọi đây là một "cuộc nghiên cứu nhân vật được xây dựng một cách tuyệt vời", đặc biệt để ý đến màn trình diễn của Murphy và kỹ thuật quay phim IMAX của van Hoytema. Peter Suderman viết cho tạp chí Reason đã nói rằng bộ phim để lại cho người xem cảm giác "sợ hãi và linh cảm về nỗi kinh hoàng của một cuộc xung đột hạt nhân toàn diện sau vụ nổ bom hạt nhân. Nhân loại vừa vĩ đại mà cũng vừa khủng khiếp. Oppenheimer không chỉ là một bộ phim – đó còn là một lời cảnh báo."
Viết cho RogerEbert.com, Matt Zoller Seitz đã chấm cho Oppenheimer đầy đủ 4/4 sao. Ông ca ngợi câu chuyện của Nolan, cách khám phá nhân vật của Oppenheimer và những thành tựu kỹ thuật của nó, qua đó đi đến kết luận rằng, "Như một trải nghiệm vật lý, Oppenheimer  là một thứ gì đó hoàn toàn khác – thật khó để nói chính xác đó là gì, và đó là điều hấp dẫn về nó". Peter Travers mô tả bộ phim là một "thành tựu to lớn" và "một trong những bộ phim hay nhất mà bạn có thể xem ở bất cứ đâu". Caryn James từ BBC Culture cũng gọi đây là "tác phẩm giàu trí tưởng tượng táo bạo và trưởng thành nhất của [Nolan]", nói thêm rằng bộ phim kết hợp cả "hành động bùng nổ, lôi cuốn về mặt thương mại của bộ ba phần phim Kỵ sĩ bóng đêm" với "nền tảng não bộ" của Memento, Inception và Tenet. Nhà phê bình điện ảnh Siddhant Adlakha từ IGN chấm cho Oppenheimer 10/10 điểm, mô tả đây là "bộ phim tiểu sử dài ba tiếng giống như một bộ phim kinh dị giật gân" và là tác phẩm "trừu tượng" nhất của Nolan.
— Nguyên Minh, VnExpress
Saibal Chatterjee từ NDTV chấm cho tác phẩm 4,5/5 điểm và nói rằng, "Oppenheimer, một thành tựu điện ảnh xuất sắc đến chói mắt, đạt được sự kết hợp tuyệt vời giữa hình ảnh hùng vĩ, sự tinh tế về mặt kỹ thuật, sự gần gũi về mặt cảm xúc và cuộc kiểm tra các giới hạn của nỗ lực và tham vọng của con người". Trong khi đó, Nguyên Minh trên tờ VnExpress đã tỏ ra ấn tượng trước màn trình diễn xuất thần của Murphy, đồng thời còn dành những lời khen cho Nolan khi "đã khéo léo sử dụng thứ ngôn ngữ điện ảnh rất mềm mại, chút hài hước và có cả trinh thám", cũng như "đào sâu nhiều hơn về những biến động tâm lý sau khi quả bom phát nổ, từ đó nhận thấy một nỗi buồn chiến tranh". Tháng 8 năm 2023, bộ phim xếp thứ ba trong danh sách "20 bộ phim chính kịch hay nhất của thập niên 2020 cho đến nay" của Collider, viết rằng Nolan đã "khám phá nỗi ám ảnh của thế giới về vũ khí hạt nhân hủy diệt từ góc nhìn của người tạo ra chúng; sử dụng thần thoại Hy Lạp về Dante [sic] như một nguồn cảm hứng, và Oppenheimer nêu rõ rằng một khi loại sức mạnh này được giải phóng, nó chắc chắn sẽ được sử dụng lại một lần nữa."
Mặc dù ca ngợi về chủ đề và màn trình diễn của bộ phim, Brian Lowry từ CNN tin rằng "Nolan tung hứng rất nhiều theo cách có phần gây bất lợi cho bộ phim". Trong khi ca ngợi cách bộ phim thừa nhận sự đóng góp của "các nhà khoa học người Mỹ và doanh nghiệp Mỹ", Brett Mason trên tờ The Sydney Morning Herald đã phàn nàn rằng bộ phim đã bỏ qua những đóng góp quan trọng của những nhân vật không phải là người Mỹ để đảm bảo rằng công việc có thể bắt đầu ngay từ tháng 12 năm 1941: "Nolan hoàn toàn bỏ qua yếu tố quan trọng vai trò mà khoa học Anh và nhà vật lý người Úc Mark Oliphant đóng góp trong việc khởi động cuộc tìm kiếm." Viết cho tờ Los Angeles Times, Justin Chang bảo vệ cách miêu tả chính xác của Nolan về việc Oppenheimer không thể nhìn ra những nạn nhân thực sự trong tác phẩm của mình. Chang viết rằng thay vì làm hài lòng "những người theo chủ nghĩa hoàn chỉnh mang tính đại diện" bằng cách đi đường vòng đến Hiroshima và Nagasaki, "Nolan coi họ như một sự vắng mặt sâu sắc, một bản cáo trạng bằng sự im lặng". Sau này, Chang được nhận giải Pulitzer cho Phê bình qua bài phê bình của ông về Oppenheimer. Theo Richard Brody, biên tập viên danh sách phim của tờ The New Yorker, người đã mô tả tác phẩm là một "bộ phim trên kênh History Channel với cách biên tập cầu kỳ", cho biết: "Tôi đã định gọi nó là một bài viết Wikipedia dài như một bộ phim. Nhưng sau khi xem trên mạng, tôi nhận ra rằng mình đã đánh giá quá thấp cho Wikipedia – hay Christopher Nolan, biên kịch và đạo diễn của bộ phim, quá nhiều".
Đối với cuộc thăm dò các nhà phê bình hàng năm của IndieWire, trong đó có 158 nhà phê bình và nhà báo từ khắp nơi trên thế giới bình chọn, Oppenheimer đứng thứ hai trong danh sách Phim hay nhất của trang web, với 69 lượt đề cập tổng thể và 17 phiếu bầu ở vị trí đầu tiên. Nolan cũng đứng thứ hai trong danh sách Đạo diễn xuất sắc nhất, trong khi kịch bản của ông đứng thứ tám. Murphy là nam diễn viên có vị trí cao nhất trong danh sách Màn trình diễn xuất sắc nhất (đứng thứ tư chung cuộc), trong khi đóng góp của van Hoytema đã giúp ông đứng đầu danh sách Quay phim xuất sắc nhất. Oppenheimer cũng xuất hiện trong hơn 410 danh sách phim hay nhất phát hành năm 2023 của các nhà phê bình và đứng đầu trong số 99 bộ phim.

#### Phản ứng của các nhà làm phim
Oppenheimer cũng nhận được nhiều lời khen ngợi từ các nhà làm phim khác. Oliver Stone coi bộ phim là "một tác phẩm kinh điển mà [ông] chưa bao giờ tin rằng nó có thể được quay trong điều kiện khí hậu này". Paul Schrader gọi Oppenheimer là "bộ phim hay nhất và quan trọng nhất của thế kỷ", trong khi Denis Villeneuve gọi tác phẩm là một "kiệt tác". Steven Soderbergh nói về bộ phim này rằng: "Oppenheimer là một thành tựu thực sự. Tôi đã đọc ở đâu đó rằng Chris [Nolan] ngụ ý đây là bộ phim mà ông ấy đã làm việc chăm chỉ và tôi nghĩ ông ấy đã đúng, và tôi rất vui vì bộ phim là một thành công lớn." Spike Lee cũng dành những lời khen ngợi cho bộ phim, gọi đây là một "bộ phim tuyệt vời", song ông cảm thấy rằng bộ phim đáng lẽ ra phải thể hiện đúng về những gì đã xảy ra với người dân Nhật Bản, dựa trên thời lượng của bộ phim. Trong khi đó, Yamazaki Takashi cho biết: "Là một người có tổ tiên và gốc gác từ Nhật Bản, câu trả lời của tôi dành cho 'Oppenheimer' [là] tôi muốn dành tặng một bộ phim khác cho bộ phim đó khi ngày đó đến."

### Những chi tiết chính xác và thiếu sót

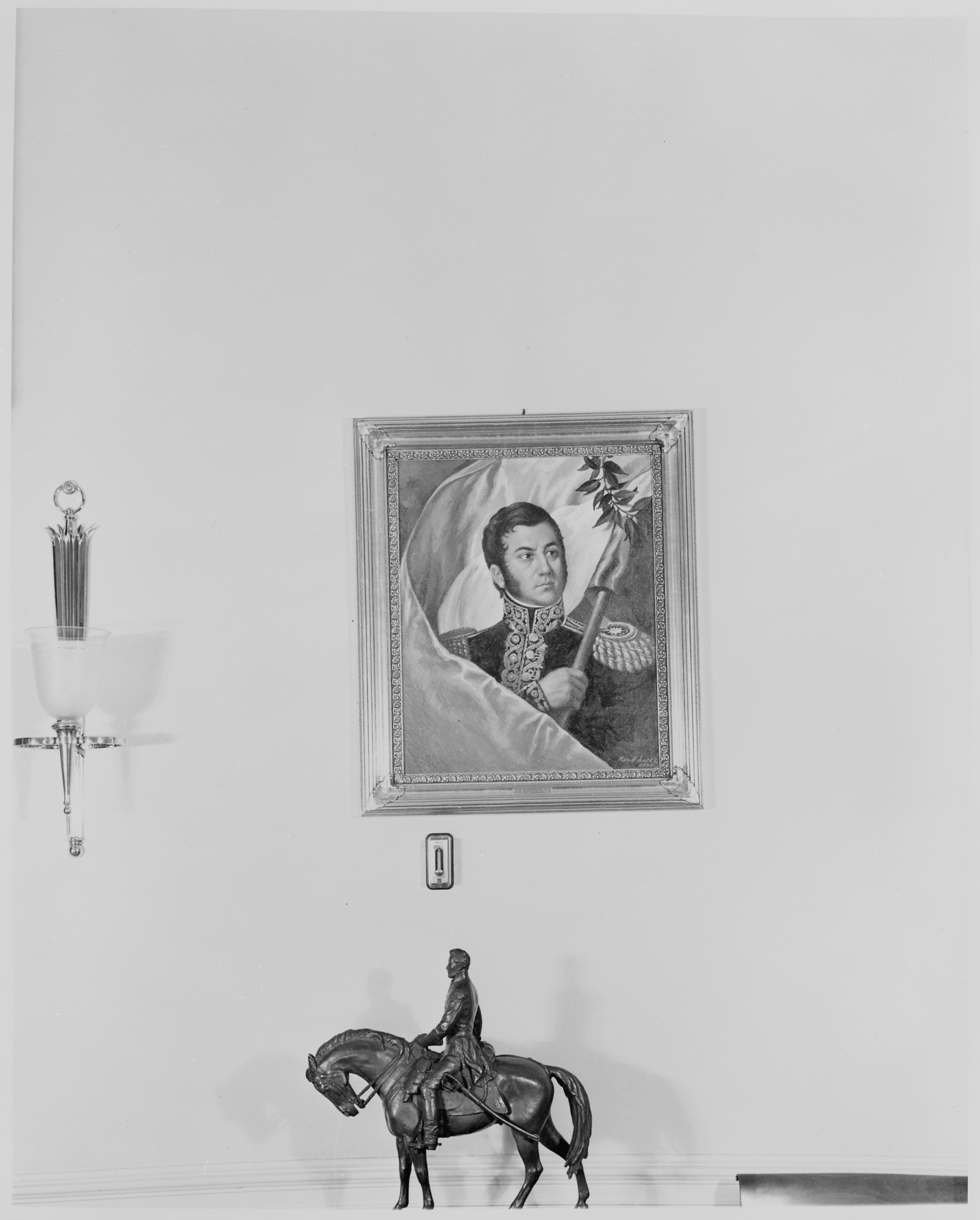
Mặc dù Tổng thống Harry S. Truman có bức tranh chân dung của nhà lãnh đạo người Argentina José de San Martín, nhưng phải đến ngày 29 tháng 10 năm 1946, tức là hơn một năm sau cuộc gặp của Truman với Oppenheimer, bức tranh này mới được đưa đến Nhà Trắng.

Bộ phim được chú ý đến bởi độ chính xác của nó, với một số cảnh được lấy từng chữ ra khỏi sách hoặc các sự kiện trong đời thực. Nhiều thay đổi trong phim chỉ là sự tô điểm nhỏ hoặc thay đổi so với đời thực. Chẳng hạn, Oppenheimer không hào hứng với việc phát hiện ra lỗ đen như trong phim, vì ông không biết nó sẽ trở nên quan trọng như thế nào; cho đến khi nghiên cứu thực sự đã được công bố vào cùng ngày Đức xâm chiếm Ba Lan như được thể hiện trong phim. Trong quá trình thử nghiệm Trinity, Donald Hornig đã đặt tay lên công tắc tiêu diệt để có thời gian phản ứng nhanh hơn chứ không phải đặt tay gần nó như mô tả trong phim. Truman đã gọi Oppenheimer là "gã mít ướt", nhưng không phải ngay sau khi gặp Oppenheimer trong một lá thư gửi cho Dean Acheson một năm sau đó. Bên cạnh đó, người ta cũng chỉ ra rằng lá cờ Mỹ trong phim đã được sử dụng không chính xác. Cụ thể, có 50 ngôi sao của lá cờ được hiển thị trong phim, nhưng phải đến năm 1960 thì phiên bản này của lá cờ mới được thông qua. Lá cờ Mỹ chỉ có 48 ngôi sao trong chiến tranh, do Hawaii và Alaska lúc đó chưa trở thành các bang.
Bộ phim có một phân cảnh mà Oppenheimer tẩm độc trái táo của giáo sư được dựa trên lời kể của Oppenheimer về vụ việc, nhưng không rõ liệu nó có thực sự xảy ra hay không. Oppenheimer được mô tả là đã cho kali xyanua trước khi thay lòng đổi dạ vào ngày hôm sau và suýt ngăn cản việc ăn nó. Người ta vẫn chưa có bằng chứng nào cho thấy Niels Bohr suýt ăn quả táo hoặc có liên quan đến vụ việc trên. Trong một diễn biến khác, Oppenheimer và Einstein đều là bạn thân, nhưng những cuộc trò chuyện cụ thể mà bộ phim xoay quanh chưa bao giờ xảy ra. Trên thực tế, Oppenheimer bày tỏ mối lo ngại về một phản ứng dây chuyền không thể ngăn cản với Karl Compton, một nhà vật lý làm việc tại Viện Công nghệ Massachusetts, chứ không phải Einstein. Trong khi đó, Arthur Compton – một nhà vật lý tại phòng thí nghiệm Luyện kim – là người đầu tiên chỉ định Oppenheimer đảm nhận việc nghiên cứu phần thiết kế bom của dự án Manhattan.
Ngoài những xung đột giữa các cá nhân, Strauss còn có một lý do khác để làm suy yếu uy tín của Oppenheimer bằng cách thu hồi giấy phép miễn trừ an ninh của ông: đó là việc Oppenheimer phản đối về việc Mỹ tiếp tục phát triển bom hydro. Giáo sư Scott Sagan cho rằng việc mất đi ảnh hưởng của Oppenheimer có thể là một hạn chế đối với cuộc chạy đua vũ trang hạt nhân giữa Mỹ và Liên Xô – một "thảm kịch rộng hơn" được mô tả trong phim ít rõ ràng hơn so với bi kịch cá nhân của nhà khoa học, nhưng dẫu sao ông gọi quá trình sản xuất là một quá trình "có độ chính xác cao" cho một bộ phim Hollywood. Nhiều nỗ lực khác được thực hiện tại các địa điểm khác của dự án Manhattan, chẳng hạn như Hanford, Washington và Oak Ridge, Tennessee đã không được thể hiện trong phim. Hầu hết trong số chúng đều do Thiếu tướng Leslie Groves giám sát, tập trung vào sản xuất vật liệu phóng xạ cung cấp năng lượng cho các vụ nổ hạt nhân. Ngoài nhóm các nhà khoa học ở Los Alamos, những người làm việc tại các địa điểm khác của dự án, đặc biệt là tại phòng thí nghiệm luyện kim của Đại học Chicago, cũng bày tỏ lo ngại về việc sử dụng bom nguyên tử chống lại Nhật Bản.
Một vấn đề kỹ thuật khác được thể hiện chính xác xuyên suốt bộ phim là việc sản xuất plutonium. Điều này có thể được phân tích thông qua việc xuất hiện các cuộc thảo luận về tiếng xì xèo, sự khéo léo, những đột phá và thất bại về kỹ thuật, và một lần nữa là quyết tâm thành công. Bộ phim tập trung vào chi phí lớn để có được plutonium, cũng như toàn bộ quá trình tạo ra plutonium. Enrico Fermi, nhà khoa học chủ chốt tham gia dự án Manhattan, là người đã phát hiện ra plutonium là nguyên tố cần thiết để tạo ra phản ứng phân hạch tự phát. Tuy nhiên, những đóng góp của ông cho dự án Manhattan không được đưa vào phim nhiều như chúng được ghi nhận trong đời thực.
Bộ phim cũng đã có một cảnh miêu tả một cuộc họp của Ủy ban lâm thời vào ngày 31 tháng 5 năm 1945, nơi Robert Oppenheimer tham dự với tư cách là thành viên của ban cố vấn khoa học. Trong cảnh này, Bộ trưởng Chiến tranh Henry L. Stimson được mô tả đã ra lệnh loại bỏ Kyoto khỏi danh sách các mục tiêu ném bom nguyên tử hàng đầu, được cho là vì đây là điểm đến trăng mật ưa thích của ông và vợ ông. Tuy nhiên, Alex Wellerstein – nhà sử học về khoa học và vũ khí hạt nhân – chỉ ra rằng mô tả này chỉ là chuyện thần thoại. Theo Wellerstein, Kyoto không được đề cập đến trong cuốn nhật ký của Stimson về chuyến du lịch cùng với vợ ông vào năm 1926, và thực chất chuyến thăm ngắn ngủi duy nhất mà cả hai thực hiện ở đó là trong một đêm lưu trú vào năm 1929, khi Stimson đang thực hiện nhiệm vụ "tìm hiểu sự thật" liên quan đến tư cách của ông là Toàn quyền Philippines. Ngoài ra, mô tả của bộ phim đã bỏ qua sự phản đối của Stimson đối với việc nhắm mục tiêu vào Kyoto chủ yếu vì lý do chiến lược hơn là cá nhân. Vì lẽ đó, ông đã nhiều lần bày tỏ quan điểm này với Tổng thống Truman, kể cả tại hội nghị Potsdam. Cụ thể, vào ngày 24 tháng 7 năm 1945, Stimson viết trong nhật ký của mình rằng, "[Truman] đã nhấn rất mạnh quan điểm nhất trí về chủ đề đó thêm một lần nữa, và đồng tình với đề nghị của tôi rằng nếu việc loại bỏ không được thực hiện, thì một hành động vô cớ như vậy có thể gây ra khổ đau và khiến cho việc hòa giải với người Nhật trong khu vực đó dường như là không thể so với người Nga sau thời kì chiến tranh".
Một thiếu sót đã tạo ra một số lời chỉ trích trong bộ phim là thiếu thảo luận về tác động của vụ thử nghiệm hạt nhân đối với người dân bản địa xung quanh địa điểm thử nghiệm hạt nhân Trinity. Trong bài đánh giá bộ phim trên trang Physics World, Kate Gardner viết:
Trên thực tế, một thiếu sót rõ ràng trong bộ phim là có tới 19.000 người bị bỏ sót – một con số về những người dân, chủ yếu là người bản địa, sống gần địa điểm vụ thử nghiệm hạt nhân Trinity ở New Mexico. Oppenheimer ám chỉ khu vực này trống rỗng để né tránh sự thật nhức nhối rằng người dân địa phương hoàn toàn không được cảnh báo về vụ thử nghiệm – và thậm chí còn không đưa ra một câu chuyện sai sự thật để ngăn họ uống nước mưa độc hại rơi xuống trong vài ngày tới.

### Ảnh hưởng đến pháp luật
Sự chú ý mới đến địa điểm này và các cuộc thử nghiệm hạt nhân liên quan đã khuyến khích Quốc hội Hoa Kỳ sửa đổi Đạo luật bồi thường phơi nhiễm bức xạ (RECA) (1990), cung cấp các chương trình bồi thường cho những người bị ảnh hưởng bởi thử nghiệm bức xạ và hạt nhân trong Chiến tranh Lạnh, được gọi là "Downwinders", và chủ yếu bao gồm những người dân ở xứ Navajo. Thượng viện Hoa Kỳ đã thông qua các sửa đổi để cung cấp các dịch vụ bổ sung cho người dân ở New Mexico, song nó vẫn chưa được Quốc hội thông qua vì Hạ viện vẫn chưa tranh luận về việc đưa nó vào dự luật quốc phòng cho năm tài chính 2024.

### Giải thưởng
Tại giải Oscar lần thứ 96, Oppenheimer nhận được 13 đề cử, qua đó trở thành bộ phim nhận được nhiều đề cử giải Oscar nhất của Nolan. Tác phẩm giành bảy giải chung cuộc tại buổi lễ, bao gồm Phim hay nhất, Đạo diễn xuất sắc nhất cho Nolan, Nam diễn viên chính xuất sắc nhất cho Murphy, Nam diễn viên phụ xuất sắc nhất cho Downey, Quay phim xuất sắc nhất, Dựng phim xuất sắc nhất và Nhạc phim hay nhất. Ngoại trừ Göransson, tất cả những người nhận giải đều là người lần đầu tiên giành giải Oscar, bao gồm Nolan, Thomas, Roven, Murphy, Downey và van Hoytema, những người từng giành được các đề cử giải Oscar trước đó. Với việc giành giải Phim hay nhất, Oppenheimer cũng trở thành bộ phim giành giải Phim hay nhất có doanh thu cao nhất kể từ Chúa tể của những chiếc nhẫn: Sự trở lại của nhà vua (2003). Bên cạnh đó, tác phẩm còn được đề cử sáu giải khác, bao gồm Nữ diễn viên phụ xuất sắc nhất cho Blunt, Kịch bản chuyển thể xuất sắc nhất, Âm thanh xuất sắc nhất, Thiết kế sản xuất xuất sắc nhất, Thiết kế phục trang đẹp nhất và Hóa trang xuất sắc nhất.
Ngoài việc giành bảy giải Oscar, Oppenheimer còn giành được vô số những giải thưởng khác. Tại giải Quả cầu vàng lần thứ 81, bộ phim giành năm giải, bao gồm Phim chính kịch hay nhất, Đạo diễn xuất sắc nhất cho Nolan, Nam diễn viên phim chính kịch xuất sắc nhất cho Murphy, Nam diễn viên điện ảnh phụ xuất sắc nhất cho Downey, và Nhạc phim hay nhất cho Göransson. Bên cạnh đó, tác phẩm còn giành được bảy giải BAFTA (trong tổng số 13 đề cử, trong đó có Phim hay nhất, Đạo diễn xuất sắc nhất cho Nolan, Nam diễn viên chính xuất sắc nhất cho Murphy và Nam diễn viên phụ xuất sắc nhất cho Downey), tám giải Critics' Choice (trong tổng số 13 đề cử), bốn giải Sao Thổ (trong tổng số 11 đề cử), ba giải SAG (trong tổng số 4 đề cử), và ba giải Satellite (trong tổng số 13 đề cử), trong khi nhạc phim của Göransson giành được giải Nhạc nền xuất sắc nhất cho phim ảnh trong tổng số ba đề cử tại giải Grammy lần thứ 66. Với những thành tích kể trên, Oppenheimer được Viện phim Mỹ và Ủy ban Quốc gia về phê bình điện ảnh bầu chọn là một trong mười bộ phim xuất sắc nhất năm 2023.